# 庆祝中华人民共和国成立70周年大会
庆祝中华人民共和国成立70周年大会是2019年10月1日中华人民共和国成立70周年之际，于北京天安门广场举行的大型阅兵仪式及群众游行。以中共中央、全国人大常委会、国务院、全国政协、中央军委名义舉辦。
中共中央总书记、中华人民共和国主席、中央军委主席习近平在天安门广场上检阅部队，為其自2012年当选中共中央总书记和中央军委主席以来第5次阅兵、首次國慶閱兵，习近平以总书记的身分在大会上发表了重要讲话。大会由中共中央政治局常委、国务院总理李克强主持。国庆70周年阅兵是中华人民共和国成立以来的第18次大型陆上阅兵，此前的17次陆上阅兵有14次在中华人民共和国国庆节期间进行，另外三次分别是1981年的华北大演习、2015年的抗战胜利70周年阅兵和2017年的建军90周年阅兵。

## 前期准备

### 信息发布
2019年6月3日，国务院新闻办公室发布庆祝中华人民共和国成立70周年活动标识。国家知识产权局于9月4日公告，依据《特殊标志管理条例》对国新办提交的“中华人民共和国成立70周年活动标志”的特殊标志登记申请予以核准。
2019年6月27日，国防部举行例行记者会，会中发言人回应称“关于军队参加国庆70周年有关庆祝活动正在筹备中，将适时发布信息”。

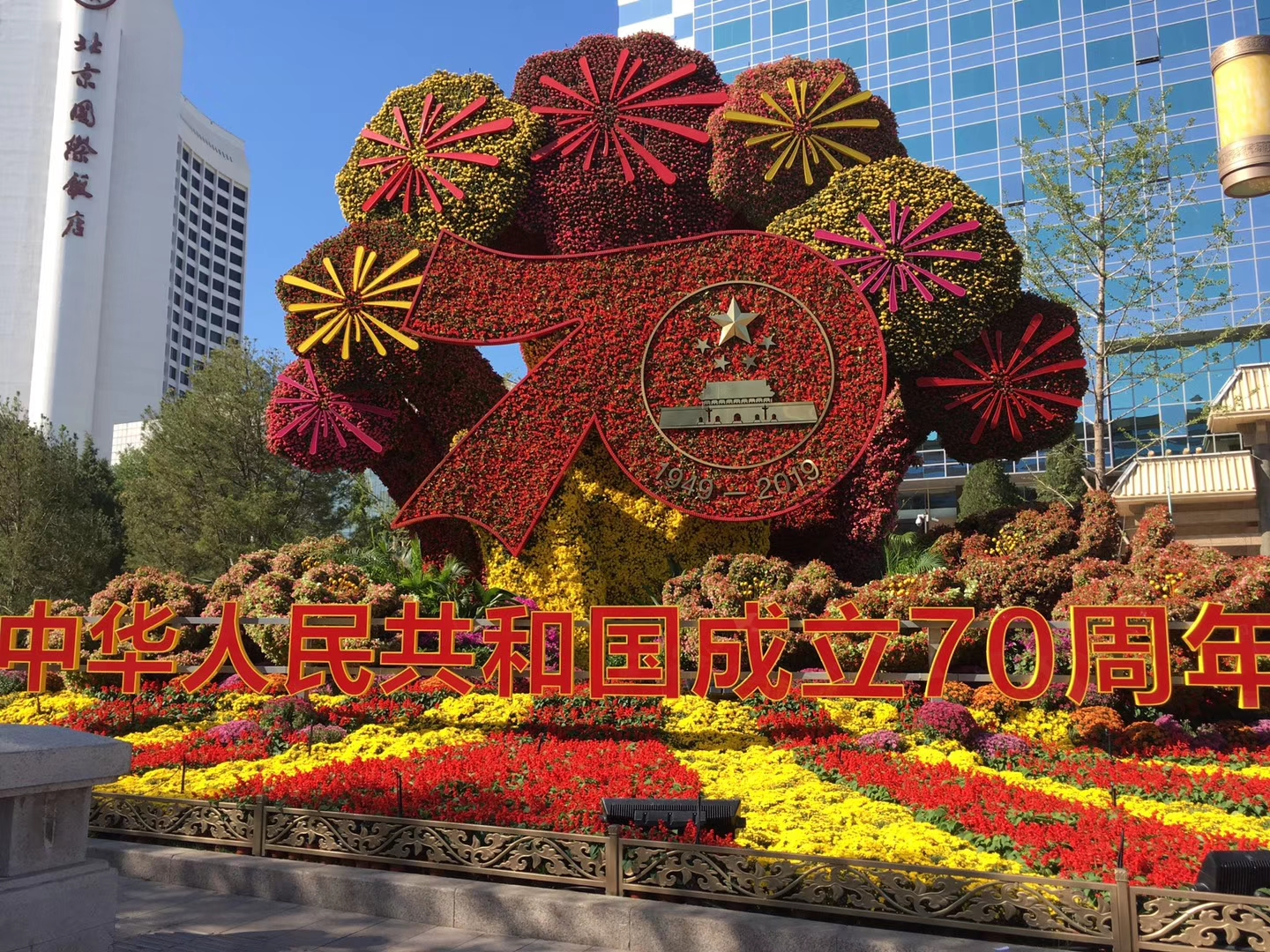
建国门内大街上庆祝70周年国庆花坛，邻近北京国际饭店

2019年8月29日，国务院新闻办公室举行新闻发布会，中共中央宣传部常务副部长王晓晖介绍，10月1日，将在北京市天安门广场隆重举行“庆祝中华人民共和国成立70周年大会”，中共中央总书记、国家主席、中央军委主席习近平将发表重要讲话，庆祝大会后将举行盛大的阅兵式和群众游行。阅兵领导小组办公室副主任、中央军委联合参谋部作战局副局长蔡志军表示首都天安门阅兵是国家重大纪念日阅兵的制度化安排，将安排部分先进武器装备首次亮相，总体上比庆祝新中国成立50周年、60周年阅兵和纪念抗战胜利70周年阅兵的规模要大一些。
2019年9月24日，慶祝中華人民共和國成立70周年活動新聞中心在北京梅地亞中心新聞發佈廳舉辦首場專題集體採訪活动。閱兵領導小組辦公室副主任、中央軍委聯合參謀部作戰局副局長蔡志軍少將，閱兵聯合指揮部辦公室常務副主任、中國人民解放軍中部戰區副參謀長譚民少將，國防部新聞局局長、國防部新聞發言人吳謙大校介紹有關閱兵活動安排。蔡志军介绍，阅兵活动按阅兵式、分列式两个步骤进行，时长约80分钟。此次阅兵按改革重構的中國特色現代軍事力量體系，编59个方（梯）队和联合军乐团，总规模约1.5万人，各型飞机160余架、装备580台（套）。在編組徒步受閱方隊中，全軍各大單位均有力量參閱，不少方隊是首次亮相，绝大部分方队由将军领队，将军人数超过以往，是历史上高级指挥员受阅最多的一次。此次阅兵还会安排陆军、海军、空军、火箭军和战略支援部队部分新型武器装备受阅，且首次亮相的新型武器装备比重较高。譚民还表示，此次阅兵的武器裝備均为國產現役主戰裝備。吴谦最后表示，此次阅兵将有来自97个国家的188位驻华武官应邀观看阅兵活动，但未邀请外军方队参阅，也没有邀请外军领导人专程来华观看。
2019年9月25日，庆祝中华人民共和国成立70周年活动新闻中心在梅地亚中心二层新闻发布厅举办第二场专题集体采访活动。庆祝大会服务保障和群众游行指挥部执行指挥张革，志愿者指挥部执行指挥熊卓，联欢活动指挥部联欢演出部常务副部长庞微，群众游行总导演、北京师范大学艺术与传媒学院副院长肖向荣，广场专家组组长、清华大学美术学院党委书记马赛，志愿者代表、清华大学经济管理学院四年级博士生黄成介绍群众游行有关情况。采访活动上介绍称，此次庆祝大会的群众游行环节以时间为轴线分为“建国创业”“改革开放”“伟大复兴”三个部分，由约10万名群众、70组彩车组成的36个方阵和3个情境式行进，沿长安街由东向西通过天安门核心区，与人民一道共同回顾中华人民共和国成立、推进改革开放和中国特色社会主义事业、中国特色社会主义事业进入“新时代的历史进程”。游行期间的彩车共组成两个大车队，一是致敬车队，彰显“对共和国先辈们的敬意”；另一个是代表中国34个一级行政区（含中华人民共和国未实际统治的台湾省）的大车队。此次游行将重点展现2012年中共十八大以来，中国共产党和国家事业发生的历史性变革、取得的历史性成就，彰显“同心共筑中国梦”的深刻主题。此次游行除了有传统的人、服装、道具外，还配有两条红飘带、六块大屏、3000人的合唱团以及军乐团，同时设有互动环节。

### 工作准备

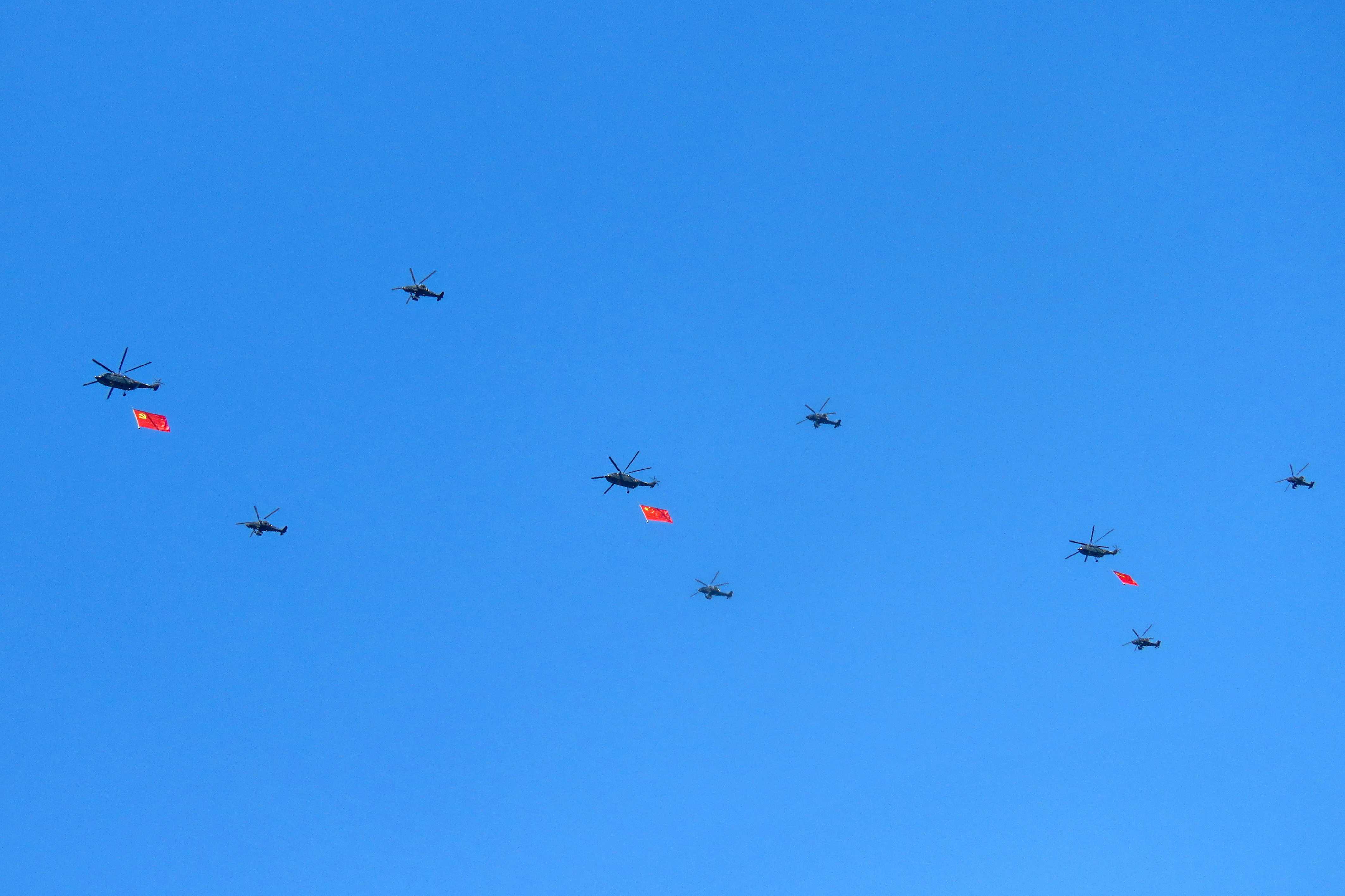
9月2日带党旗、国旗、军旗穿过北京上空的直升机

2019年1月17日，国务委员兼公安部部长赵克志在全国公安厅局长会议上强调要做好新中国成立70周年大庆安保维稳工作。
2019年3月起，各受阅部队陆续进入阅兵村集中训练；北京各高校开始征募参加群众游行高校方队的师生代表在暑假进行训练。5月起，在中国各地陆续发现军机空中编队飞行。
2019年5月，天安门城楼进行了集中修缮，更换了城楼上的国徽和标语，重新漆刷了红墙。
2019年8月21日，新华社发布消息称“为庆祝中华人民共和国成立七十周年，今年10月1日前后，北京将隆重举行庆祝活动，热情欢迎中外记者采访。庆祝新中国成立七十周年活动新闻中心设在北京梅地亚中心，将于9月23日开始正式运行。”
2019年8月29日，国务院新闻办公室发布会上军方介绍称“在领导指挥上，成立阅兵领导小组、阅兵联合指挥部、各方（梯）队指挥部三级阅兵领导指挥机构，负责阅兵筹划组织和具体实施。在力量统筹上，阅兵部队方（梯）队、阅兵联合军乐团全部抽组完毕，已进驻北京及周边地区，正在进行集中训练和阅兵合联预演。在综合保障上，按照务实节俭、集约高效原则，依托现行体制和联勤保障体系组织实施，相关工作得到中央、国家机关有关部门和北京市大力支持。”
2019年9月7日夜至8日晨，在天安门地区及长安街沿线举行国庆70周年庆祝活动第一次全流程演练。约9万人参加演练及现场保障工作。此次联合演练包括庆祝大会仪式、阅兵、群众游行、联欢活动、转场、应急处置等六项内容。其中，持续1个小时的阅兵演练重点进行了阅兵式、分列式演练。群众游行演练重点是集结疏散、整体行进，以及与联合军乐团、合唱团的磨合，与阅兵方阵、联欢活动的前后衔接。
2019年9月14日下午至16日凌晨，在天安门地区及长安街沿线举行国庆70周年庆祝活动第二次全流程演练。约28万人参演、观礼或承担现场各类保障工作。第二次演练包括庆祝大会仪式、阅兵、群众游行、联欢活动、转场及应急处置6项演练内容，重点磨合内部衔接，全面检验了各方组织指挥和保障体系运行工作。第二次演练在首次演练基础上，增加更多人员、要素和环节。其中，受阅部队重点进行了阅兵式、分列式、地面梯队编成演练。群众游行重在演练集结疏散、整体行进、配合衔接。

2019年9月21日下午至23日凌晨，在天安门地区及长安街沿线举行国庆70周年庆祝活动第三次全流程演练。此次全流程演练也是首次国庆联欢活动烟花参与的演练。本次演练是庆祝活动最后一次演练，包括庆祝大会仪式、阅兵、群众游行、联欢活动、转场及应急处置等6项内容，重点检验庆祝活动全流程、全要素、全力量的衔接配合，全面提升各方组织指挥和保障体系运行效能。各类参演、观礼及保障人员达30余万。夜幕下的天安门广场灯火辉煌、气氛热烈。在雄壮的军乐声中，在嘹亮的口号声中，在观众热烈的掌声中，受阅部队重点进行了阅兵式、分列式演练。随后，各界群众游行队伍依次走过，全装彩车亮相。

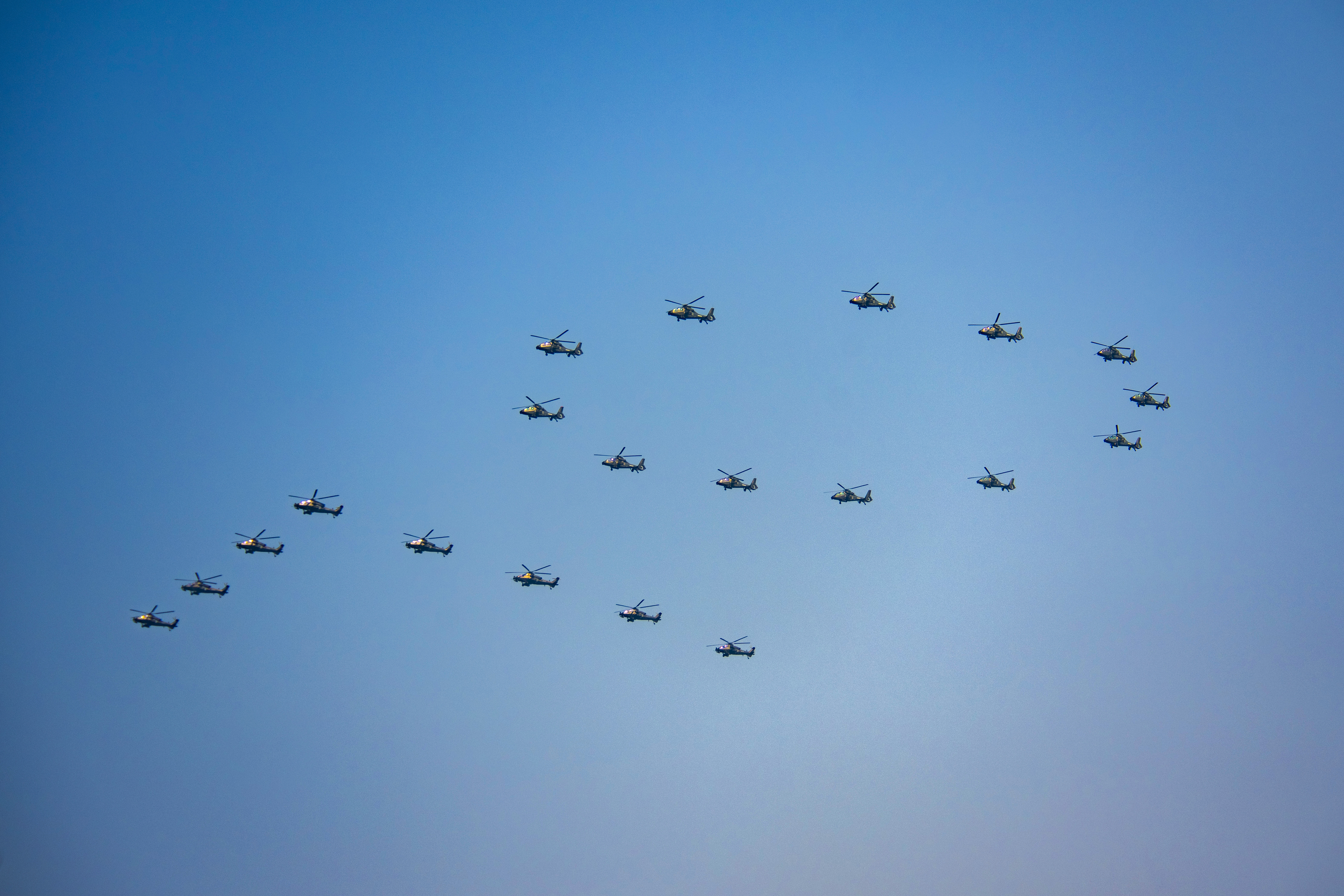
空中护旗梯队8架直-10和12架直-19组成“70”图案。
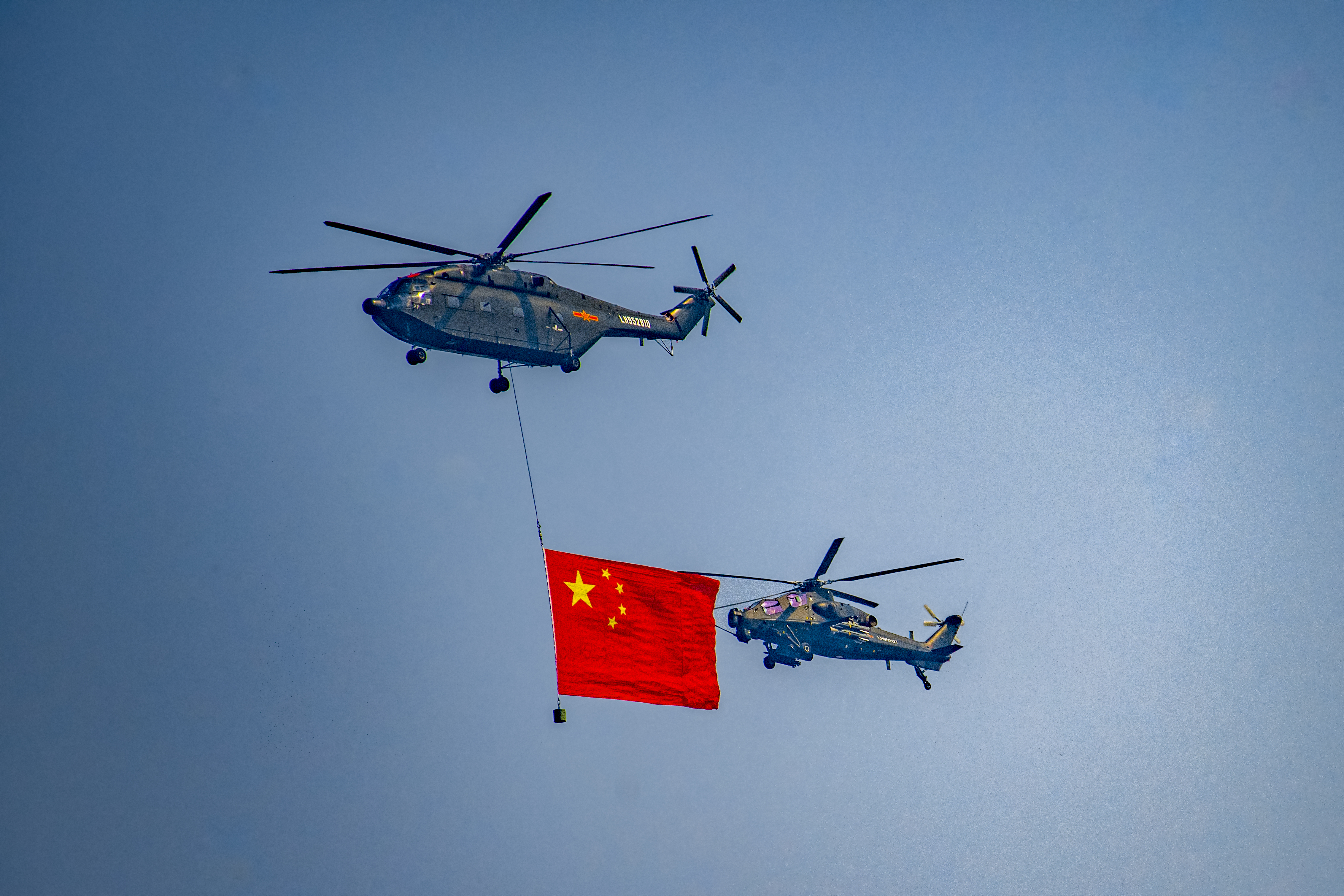
图为空中护旗梯队直-8B和直-10载护中华人民共和国国旗低空通场。
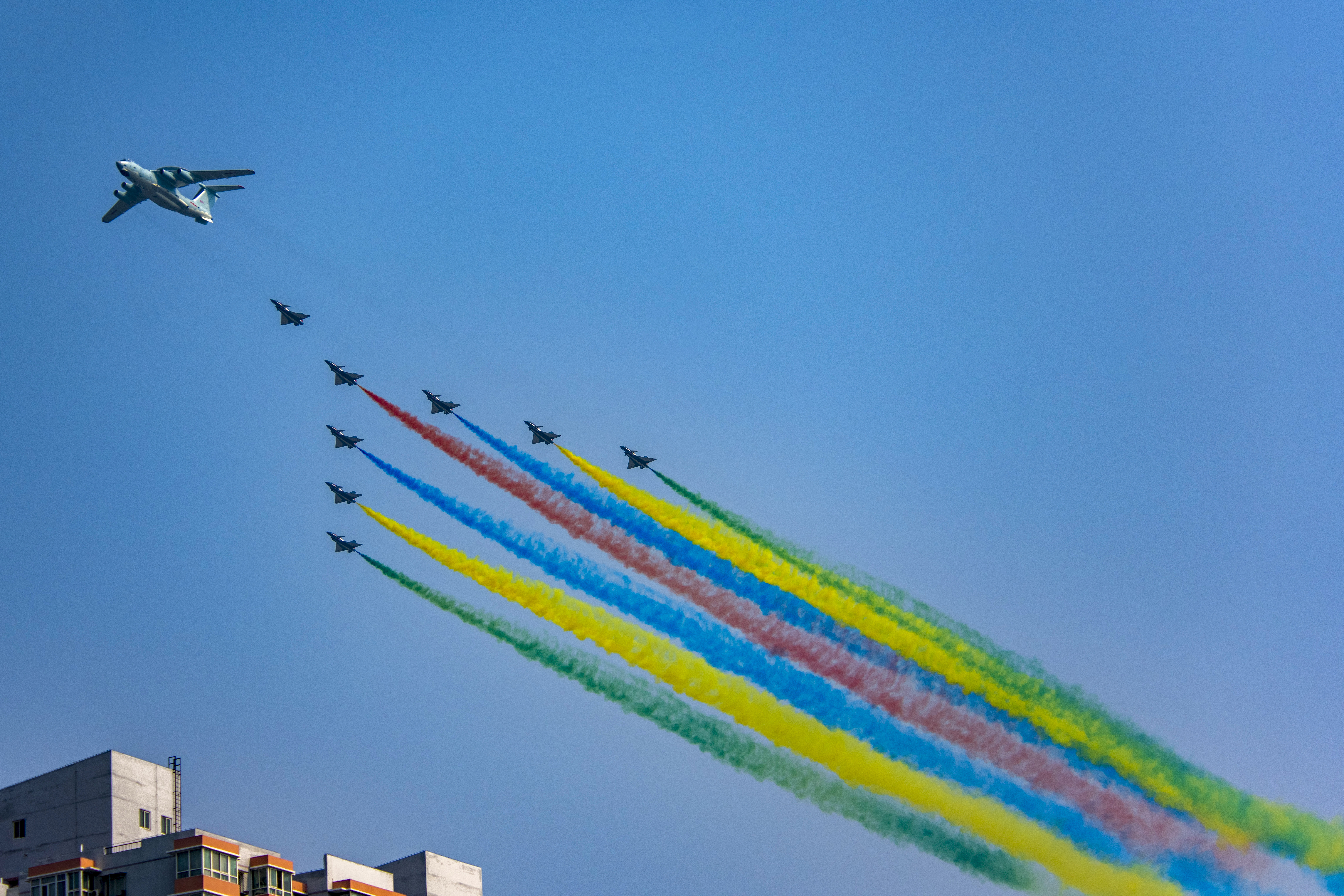
空中梯队领队机梯队通过北京上空，八一飞行表演队拉彩烟通过天安门。

## 流程

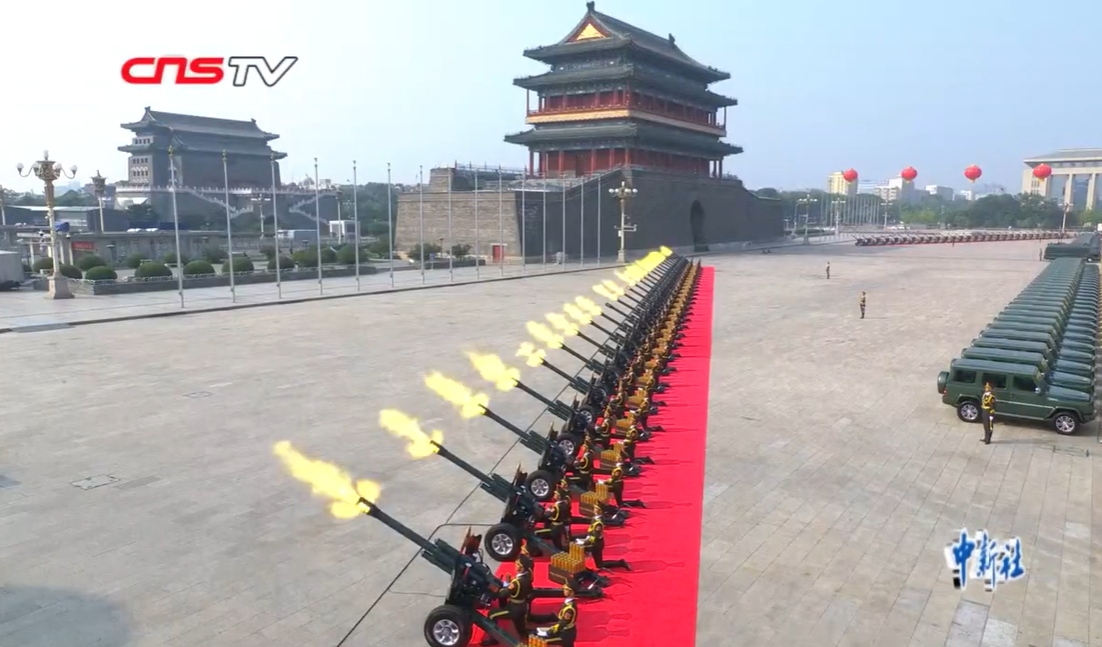
解放军礼兵部队鸣礼炮

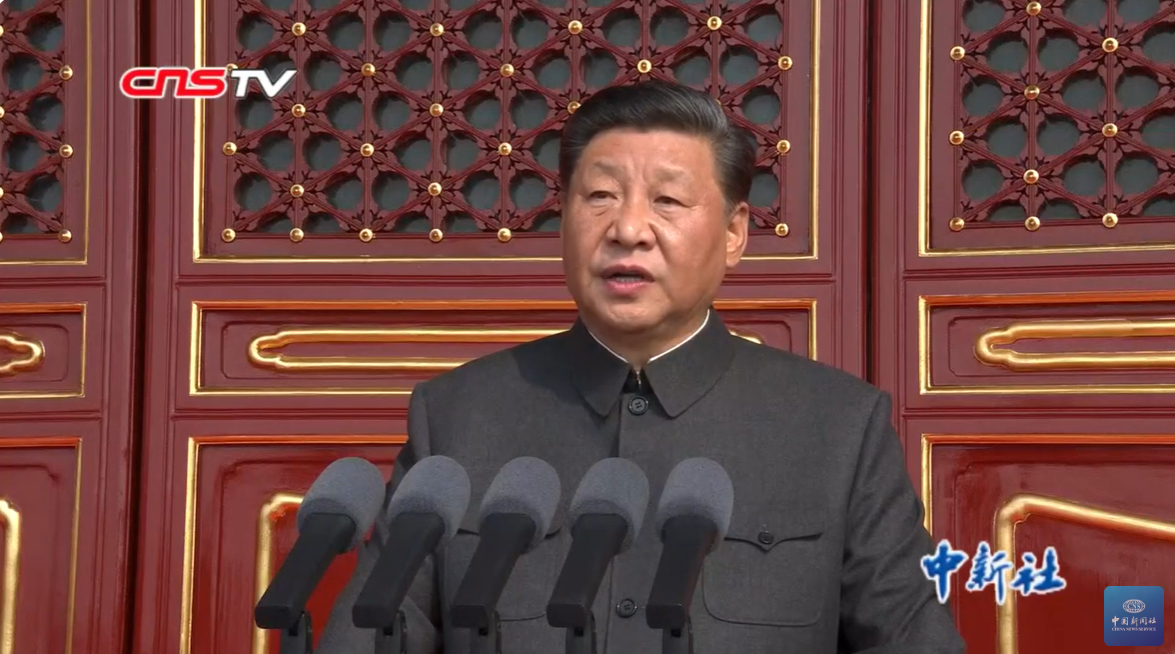
习近平发表重要讲话

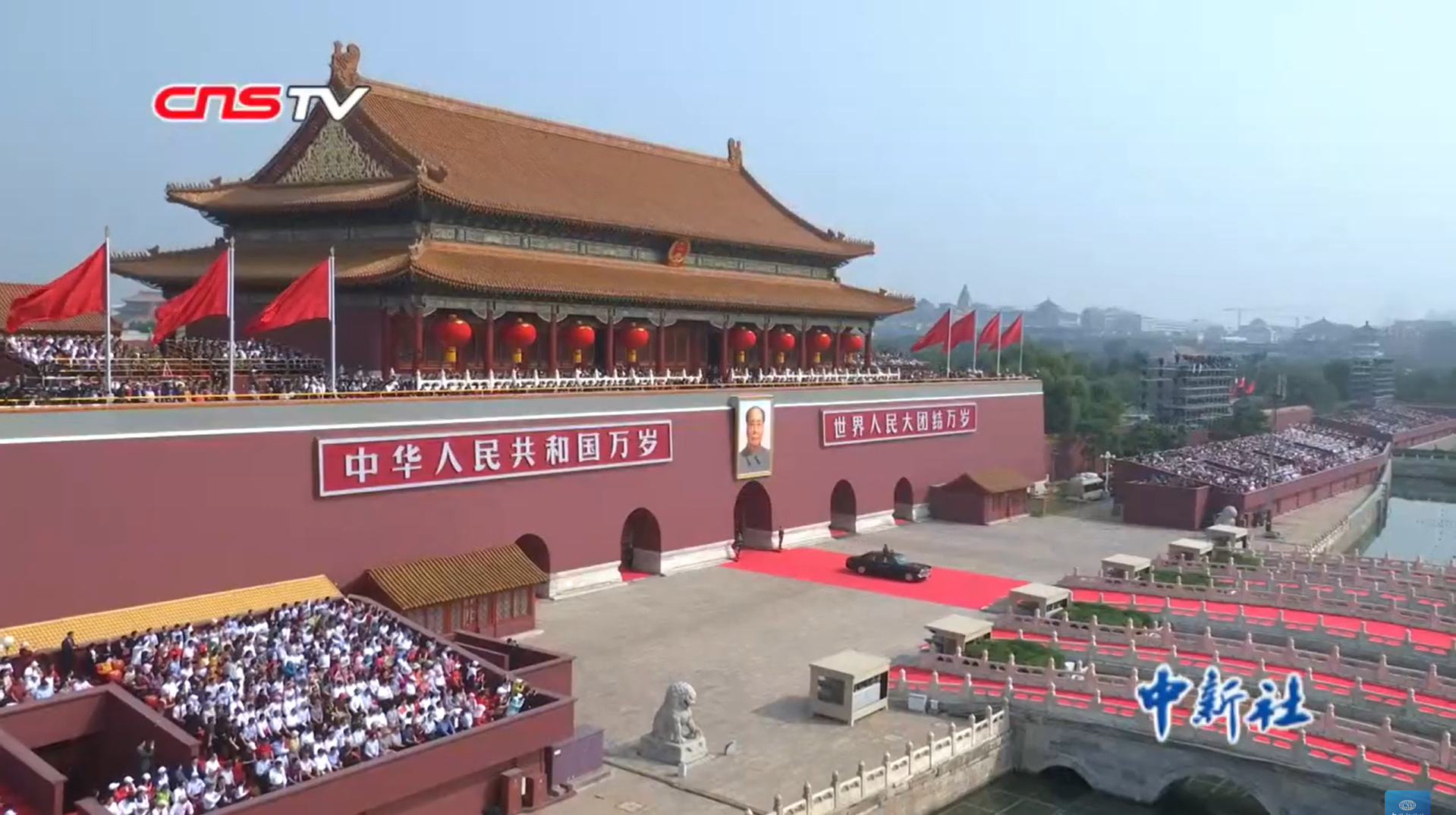
习近平乘坐的检阅车驶出天安门城楼

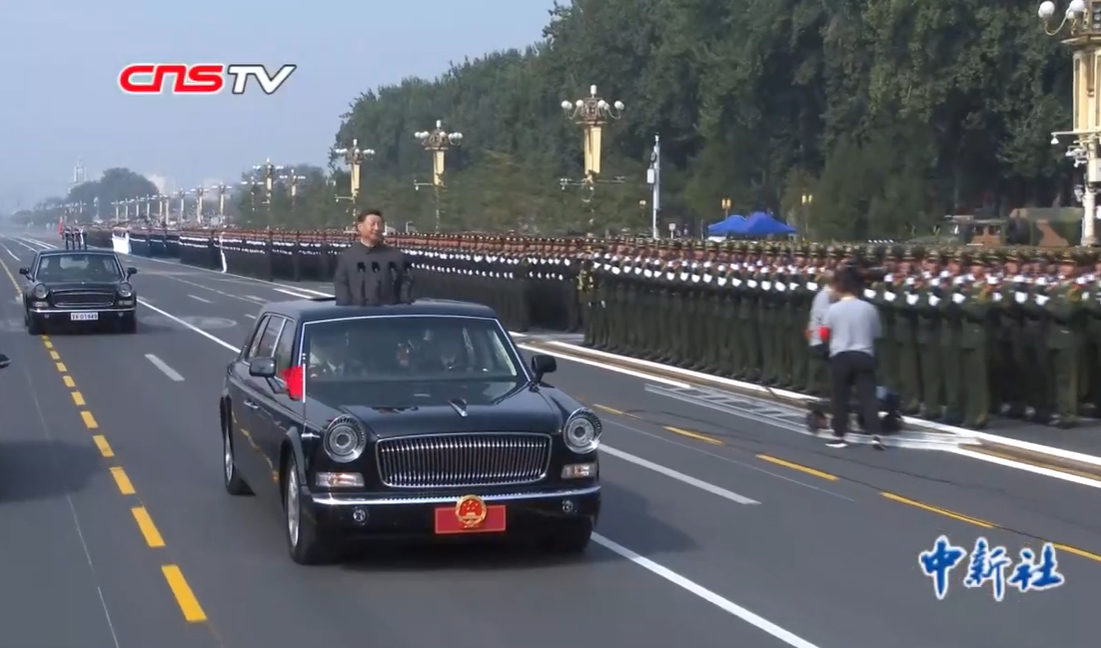
习近平乘车检阅部队

2019年10月1日上午，在迎宾乐曲声中，第十九届中共中央政治局常委习近平、李克强、栗战书、汪洋、王沪宁、赵乐际、韩正，国家副主席王岐山，以及前任党和国家领导人江泽民、胡锦涛、李瑞环、吴邦国、温家宝、贾庆林等登上天安门城楼主席台。中共中央总书记、国家主席、中央军委主席习近平身着黑色中山装，其余领导人多身着黑色西装套装，系红色领带。

### 礼炮鸣放与升旗仪式
现场倒计时，大屏幕显示1949、1959、1969……2019数字。上午10时，中共中央政治局常委、国务院总理李克强宣布庆祝中华人民共和国成立70周年大会开始。由中国人民解放军仪仗大队礼炮分队于正阳门分两外八列镇鸣56门礼炮，70响，寓意中国共产党自成立起奋斗28年（每列28门礼炮）建立中华人民共和国以及56个民族70年间春华秋实的拼搏。
中国人民解放军仪仗大队国旗护卫队共222名队员伴随礼炮轰鸣，护卫国旗从人民英雄纪念碑下出发，环绕通过纪念碑北侧中国革命先行者孙中山巨幅画像，行168步正步，象征中国共产党成立98周年和中华人民共和国成立70周年的历史，而后通过“1949 国庆 2019”标语台及天安门广场观礼台，至国旗台下。当日的升旗手为22岁的袁晋爽，河南省新乡市延津县人，是国旗护卫队历史上最年轻的升旗手。
全场肃立，升中华人民共和国国旗，奏唱中华人民共和国国歌。嘹亮的歌声响彻广场四周。

随后，中共中央总书记习近平发表重要讲话。
- 升旗仪式

### 阅兵式
10时19分许，阅兵开始。金水桥畔东西华表前，各有30名标兵，身穿17式军礼服，肩扛礼宾枪，迈着正步依次就位。
中共中央总书记、国家主席、中央军委主席习近平乘悬挂中华人民共和国国徽的红旗检阅车开始检阅受阅部队。备用检阅车悬挂VA 01949号牌。
本次阅兵总指挥为中国人民解放军中部战区司令员乙晓光空军上将，阅兵总指挥乘车悬挂VA 02019号牌。
习近平在检阅各方队前，对中国共产党党旗、中华人民共和国国旗、中国人民解放军军旗行注目礼，这是本次国庆阅兵新增的仪式。习近平在检阅期间，向各方队及100面战旗问候“同志们好”“同志们辛苦了”，各方队回应“主席好”“为人民服务”；在返回途中，各方队高喊新时代强军目标“听党指挥、能打胜仗、作风优良”。

### 分列式
中部战区副司令员张旭东中将宣布分列式开始。本次阅兵式共计15个徒步方队、32个装备方队。近15000名官兵、580台装备受阅。其中，仪仗方队党旗擎旗手郭凤通曾任解放军建军80周年大阅兵党旗擎旗手，以及天安门国旗护卫队改制后亮相的首位升旗手。陆军方队领队林向阳曾担任抗战胜利70周年大阅兵夜袭阳明堡“战斗模范连”英模部队领队。领导指挥方队是第一个从领导指挥机构抽组的方队。火箭军方队领队薛今峰曾担任抗战胜利70周年大阅兵核常兼备导弹方队领队。女兵方队共352名女兵，首次由女将军领队徒步受阅，以挂枪形式、混编5种颜色军服受阅，武警女兵首次亮相阅兵场。院校科研方队博士研究生、硕士研究生占参阅人员71%。文职人员方队是深化国防和军队改革后首批文职人员接受检阅，着“孔雀蓝”军装。维和部队方队是首次以海外维和力量为主组建的方队，也是本次阅兵唯一一个迷彩着装接受检阅的部队。另外在這次行軍隊伍中其實也亮相了新款輕裝備，因為之前典禮上所使用的是裝備了20餘年的95式自动步枪，而本次閱兵中部分方队官兵手中的則為新款步槍，採用有槍托設計與模塊化構造。
- 分列式仪仗方队

#### 空中护旗梯队
| 图像 | 梯队名称     | 受阅装备 |
| ---- | ------------ | --- |
|      | 空中护旗梯队 | 3架直-8B和6架直-10载护中国共产党党旗、中华人民共和国国旗和中国人民解放军军旗；8架直-10和12架直-19组成“70”图案 |

#### 徒步方队
| 图像 | 方队名称         | 受阅部队                                                                   | 领队                                                                        |
| ---- | ---------------- | -------------------------------------------------------------------------- | --------------------------------------------------------------------------- |
|      | 仪仗方队         | 中国人民解放军仪仗大队                                                     | 仪仗队队长：张洪杰 党旗擎旗手：郭凤通 国旗擎旗手：涂李响 军旗擎旗手：王子赫 |
|      | 领导指挥方队     | 全军24个大单位抽组                                                         | 姜国平 海军少将、陈作松 空军少将                                            |
|      | 陆军方队         | 陆军第八十二集团军“铁军旅”                                                 | 林向阳 少将、唐兴华 少将                                                    |
|      | 海军方队         | 中国人民解放军海军潜艇学院                                                 | 周名贵 海军少将、梁旭 海军少将                                              |
|      | 空军方队         | 空军空降兵军某旅“黄继光英雄连”                                             | 景涛 空军少将、赵永远 空军少将                                              |
|      | 火箭军方队       | 火箭军某基地                                                               | 薛今峰 少将、张凤中 少将                                                    |
|      | 战略支援部队方队 | 战略支援部队牵头抽组 （来自160多个团以上单位）                             | 王学武 少将、康怀海 海军少将                                                |
|      | 联勤保障部队方队 | 5个联勤保障中心、解放军总医院、联勤保障部队直属队等单位参与抽组            | 刘向东 少将、任延兵 少将                                                    |
|      | 武警部队方队     | 中国人民武装警察部队北京市总队                                             | 赵东方 武警少将、张卫国 武警少将                                            |
|      | 女兵方队         | 陆军军医大学士官学校牵头抽组 （含全军六大军种和武警部队一线单位）          | 程晓健 空军少将、唐冰 少将                                                  |
|      | 院校科研方队     | 中国人民解放军军事科学院 中国人民解放军国防大学 中国人民解放军国防科技大学 | 衣述强 少将、栾复新 少将                                                    |
|      | 文职人员方队     | 全军8个大单位抽组                                                          | 王海涛 局级副职、王华岩 处级副职                                            |
|      | 预备役部队方队   | 北京陆军某预备役高炮师                                                     | 高新江 大校、徐振刚 预备役大校                                              |
|      | 民兵方队         | 北京市朝阳区在编女民兵                                                     | 赵冰清、廖炜炜                                                              |
|      | 维和部队方队     | 陆军第八十一集团军                                                         | 徐有泽 少将、马宝川 少将                                                    |

#### 装备方队
战旗方队由五大战区主要指挥员领队，前方有5辆猛士突击车领队，载有五面八一军旗，代表五大战区。后方则有25辆猛士突击车载有100面战旗，代表五大战区中的100个“英雄部队”以及解放军的历史和传承。
本次阅兵有多型装备是首次亮相，所占比例超40%。本次装备方队中受阅的东风-17型弹道导弹是世界上第一款实战化高超音速武器。
| 方队名称                | 受阅装备及阵列                                                                                       | 领队                                                                |
| ----------------------- | --- | ------------------------------------------------------------------- |
| 战旗方队                | 猛士突击车与100面英雄部队战旗                                                                        | 刘粤军 上将、 王建武 中将、 赵宗岐 上将、 李桥铭 中将、 朱生岭 上将 |
| 陆上作战模块            | |                                                                     |
| 坦克方队                | ZTZ-99A主战坦克                                                                                      | 李明 少将                                                           |
| 轻型装甲方队            | 15式轻型坦克、ZBD-04A步兵战车                                                                        | 邝德旺 少将、王永胜 少将                                            |
| 两栖突击车方队          | ZBD-05A两栖突击车                                                                                    | 祝传生 海军少将、沙成录 海军少将                                    |
| 空降兵战车方队          | 03式伞兵轻型履带步战车                                                                               | 邱火林 空军少将、陈涛 空军少将                                      |
| 自行火炮方队            | PHL-16箱式远程火箭炮、PCL-181车载155毫米加榴炮                                                       | 张剑锋 少将、何纪抗 少将                                            |
| 反坦克导弹方队          | 自行红箭-10反坦克导弹战车                                                                            | 邹美余 少将、李振领 少将                                            |
| 特战装备方队            | 山猫全地形车、猎鹰空中突击旋翼机                                                                     | 田越 少将、王信民 少将                                              |
| 武警反恐突击方队        | 猛士警用反恐突击车、WJ-03B警用防暴装甲车                                                             | 刘兴立 武警少将、王再发 武警少将                                    |
| 海上作战模块            | |                                                                     |
| 岸舰导弹方队            | 鹰击-12B岸舰导弹                                                                                     | 王显峰 海军少将、吴育红 海军少将                                    |
| 舰舰/潜舰导弹方队       | 鹰击-18反舰导弹、鹰击-18A潜射反舰导弹                                                                | 刘杰 海军少将、姜平 海军少将                                        |
| 舰载防空武器方队        | 海红旗-9B远程防空导弹、红旗-16中程防空导弹、红旗-10近程防空导弹、H/PJ-11型11管30毫米近程防御武器系统 | 刘宏伟 海军少将、张宝军 海军少将                                    |
| 防空反导模块            | |                                                                     |
| 预警雷达方队            | 高机动多功能雷达                                                                                     | 李国平 空军少将、张磊 空军少将                                      |
| 地空导弹第一方队        | 红旗-9B远程防空导弹、红旗-22远程防空导弹                                                             | 刘明豹 空军少将、韩宪锋 空军少将                                    |
| 地空导弹第二方队        | 红旗-12A中程防空导弹、红旗-6近程防空导弹                                                             | 朱瑞 空军少将、董玉江 空军少将                                      |
| 野战防空导弹方队        | 红旗-17A近程防空导弹、红旗-16B中程防空导弹                                                           | 张帆 少将、裴晓昌 少将                                              |
| 信息作战模块            | |                                                                     |
| 信息作战第一方队        | 信息侦测与数据干扰作战车组                                                                           | 徐桂明 少将、孟繁浩 少将                                            |
| 信息作战第二方队        | 侦察干扰车组、区域拦阻式干扰车                                                                       | 李发义 少将、杨小康 少将                                            |
| 信息作战第三方队        | 频谱侦测车、无线电接路节点车、卫星通信车、散射通信车                                                 | 孙宝泰 空军少将、景贤舫 空军少将                                    |
| 信息作战第四方队        | 气象水文观测车、地形勘测车、预报保障车、测绘导航车                                                   | 邓洪勤 少将、金锋 少将                                              |
| 无人作战模块            | |                                                                     |
| 无人作战第一方队        | 无侦-8高空高速无人隐身侦察机、侦查校射无人机、小型近程侦查无人机、中程高速无人机                     | 姜鹏 空军少将、顾庆友 空军少将                                      |
| 无人作战第二方队        | 攻击2型无人机、攻击11型无人机、反辐射无人机                                                          | 王燕崎 空军少将、乔亚军 空军少将                                    |
| 无人作战第三方队        | 侦查干扰无人机、水下无人潜航器                                                                       | 李广泉 少将、徐贵福 少将                                            |
| 后装保障模块            | |                                                                     |
| 补给供应方队            | 野战净水进程车、野战站台车、运加油车、主食加工方舱                                                   | 白忠斌 少将、徐宝龙 少将                                            |
| 抢修抢救方队            | 野战手术方舱、装备抢救车、拆装修理车、装甲抢救车、装甲抢修车                                         | 沈竹君 少将、汤辛 少将                                              |
| 战略打击模块            | |                                                                     |
| 东风-17常规导弹方队     | 东风-17高超音速弹道导弹                                                                              | 张建强 少将、王新国 少将                                            |
| 长剑-100巡航导弹方队    | 长剑-100超音速巡航导弹                                                                               | 樊具贤 少将、李家勤 少将                                            |
| 东风-26核常兼备导弹方队 | 东风-26中程弹道导弹                                                                                  | 张继春 少将、刘同江 少将                                            |
| 巨浪-2导弹方队          | 巨浪-2潜射弹道导弹                                                                                   | 吴栋柱 海军少将、柳恩涛 海军少将                                    |
| 東風-31甲改核导弹方队   | 东风-31AG洲际弹道导弹                                                                                | 袁德华 少将、何骏 少将                                              |
| 东风-5乙核导弹方队      | 东风-5B型洲际弹道导弹                                                                                | 汪晓初 少将、邓荣珍 少将                                            |
| 东风-41核导弹方队       | 东风-41型洲际弹道导弹                                                                                | 赵秋领 少将、孙乐 少将                                              |

#### 空中梯队
空中梯队指挥、空军司令员丁来杭乘坐空警-2000预警机指挥并受阅。教练机梯队5架教练-10高级教练机来自空军石家庄飞行学院，5架歼教-9教练机来自空军哈尔滨飞行学院，12架教练-8教练机中5架来自空军西安飞行学院、7架来自空军航空大学“红鹰”飞行表演队。
| 梯队名称                 | 受阅机队 | 指挥            |
| ------------------------ | --- | --------------- |
| 领队机梯队               | 空警-2000预警机、八一飞行表演队8架歼-10战机 | 丁来杭 空军上将 |
| 预警指挥机梯队           | 1架空警-500预警机与4架歼-16（五机楔队） 1架空警-200预警机与4架歼-16（五机楔队） 1架运-8指挥通信机与4架歼-16（五机楔队）                         | 丁来杭 空军上将 |
| 海上巡逻机梯队           | 1架空警-500H预警机与2架运-8G反潜巡逻机（三机楔队） 1架空警-200H预警机与2架运-8G技术侦查机（三机楔队）                                           | 丁来杭 空军上将 |
| 运输机梯队               | 3架运-20运输机（三机楔队） 3架运-9运输机（三机楔队）                                                                                            | 丁来杭 空军上将 |
| 支援保障机梯队           | 1架运-9通信对抗机、1架运-9心理战机、1架运-9医疗救护机（三机楔队） 1架运-8远距离支援干扰机、1架运-8电子对抗侦察机、1架运-8电子侦察机（三机楔队） | 丁来杭 空军上将 |
| 轰炸机梯队               | 3架轰-6N远程战略轰炸机（三机楔队） 3架轰-6K轰炸机（三机楔队） 3架轰-6K轰炸机（三机楔队）                                                        | 丁来杭 空军上将 |
| 加受油机梯队             | 1架轰油-6空中加油机与2架歼-10B战机（三机楔队演示空中加受油）                                                                                    | 丁来杭 空军上将 |
| 舰载机梯队               | 5架歼-15重型舰载机（五机楔队） | 丁来杭 空军上将 |
| 歼击机梯队               | 5架歼-20重型隐身战机（五机楔队） 5架歼-16重型多用途战机（五机楔队） 5架歼-10C多用途战机（五机楔队）                                             | 丁来杭 空军上将 |
| 陆航突击梯队侦察警戒模块 | 5架直-9武装侦察直升机（五机楔队） | 丁来杭 空军上将 |
| 陆航突击梯队火力突击模块 | 9架直-10武装直升机（九机楔队） | 丁来杭 空军上将 |
| 陆航突击梯队兵力突击模块 | 3架直-19武装直升机和6架直-20战术通用直升机（九机品字形队形）                                                                                    | 丁来杭 空军上将 |
| 陆航突击梯队机降突击模块 | 9架直-8B运输直升机（九机品字形队形） | 丁来杭 空军上将 |
| 陆航突击梯队护航模块     | 8架直-19武装直升机（八机一字形队形） | 丁来杭 空军上将 |
| 教练机梯队               | 5架教练-10高级教练机（五机楔队） 5架歼教-9教练机（五机楔队） 5架教练-8教练机（五机楔队） 7架教练-8教练机（七机楔队 七道彩烟）                   | 丁来杭 空军上将 |

### 群众游行

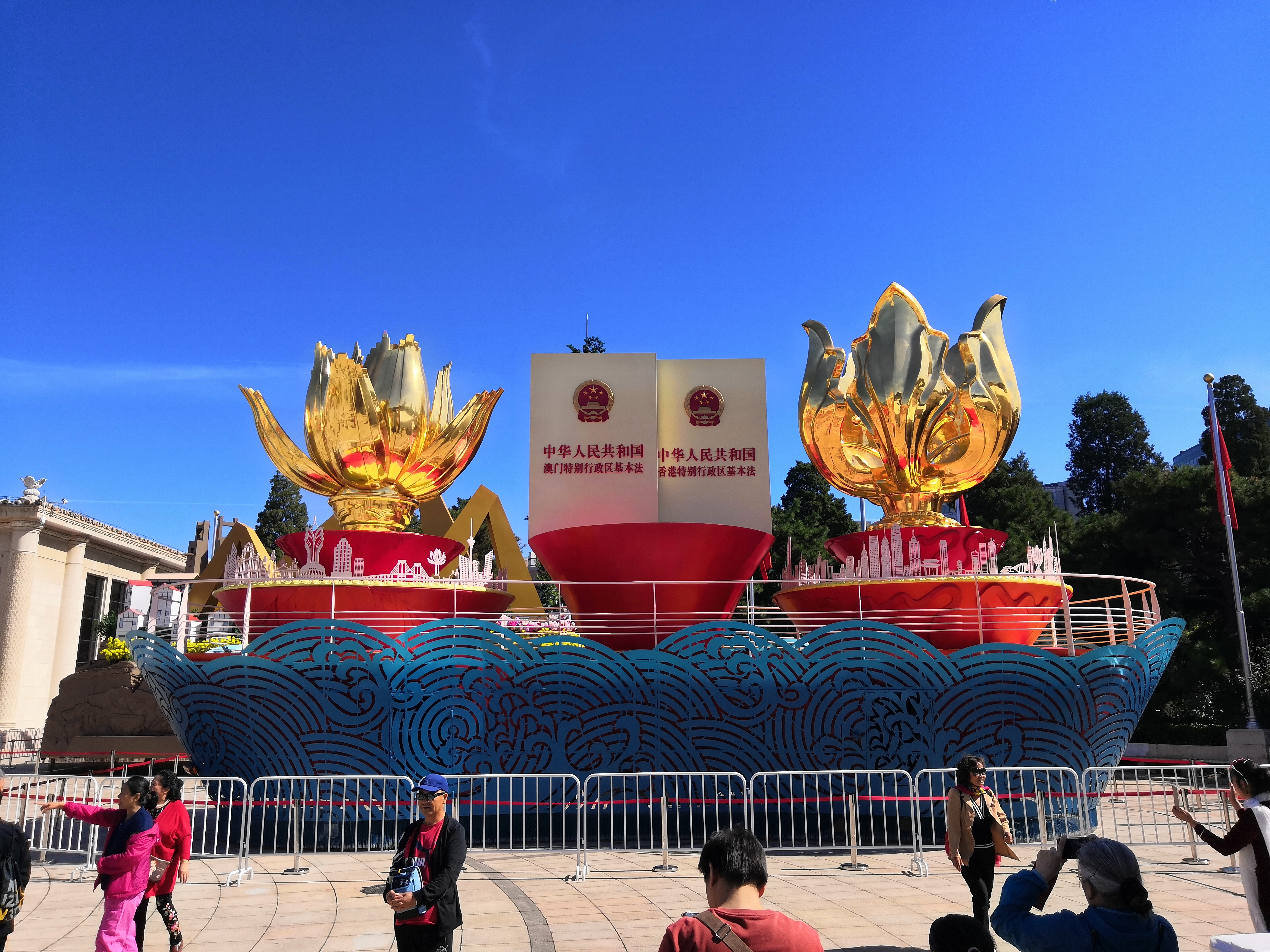
庆祝中华人民共和国成立70周年大会所用到的彩车

群众游行组成36个方阵和3个情境式行进，共约10万名群众、70组彩车参阅。主办方表示，群众游行要求“围绕一条主线、突出一个重点、展示三段成就、共筑伟大梦想” 、“突出新时代、突出群众性、体现科技应用、彰显大国风范”，强调集体性设计、叙事性表达和沉浸式体验。
- 国旗国徽国庆年号方阵
- “致敬”方阵
- “当家做主”方阵
- 自行车方阵
- “希望田野”方阵
- “一国两制”方阵

| 方阵名称             | 内容 | 承演单位、组织、人员                                                                 | 布景奏乐                        |
| -------------------- | --- | ------------------------------------------------------------------------------------ | ------------------------------- |
| 国庆致敬             | |                                                                                      |                                 |
| 国旗方阵             | 由1949名青年高举巨幅中华人民共和国国旗组成，寓意1949年中华人民共和国建立。 |                                                                                      | 《今天是你的生日》 《歌唱祖国》 |
| 国庆年号和国徽方阵   | 年号标语“1949 国庆 2019”，象征1949年中华人民共和国成立至2019年中华人民共和国成立70周年、中华人民共和国国徽；由2019名青年组成，象征70周年国庆年。 |                                                                                      | 《今天是你的生日》 《歌唱祖国》 |
| “致敬”方阵           | 由21辆礼宾车组成，领车载有6位新中国缔造者（毛泽东、周恩来、朱德、刘少奇、邓小平、陈云）的亲属代表，3位老一辈科学家（王大珩、于敏、王淦昌）的家属代表及9位老红军，老八路军，老解放军军人；其后20辆礼宾车载有老一辈党和国家领导人亲属代表，老一辈建设者和家属代表，新中国成立前参见革命工作的老战士，老一辈军队退役英模，民兵英模和支前模范代表。 | 中国人民公安大学                                                                     | 《红旗颂》                      |
| 建国创业             | |                                                                                      |                                 |
| “开天辟地”方阵       | 以中国共产党党旗为中心伴有南昌起义与中国共产党成立等历史事件所构塑之雕像的彩车；方阵由手拿火炬的青年们组成，象征“星星之火可以燎原”。 | 北京化工大学                                                                         | 《没有共产党就没有新中国》      |
| “浴血奋战”方阵       | 以三辆并行彩车为主，彩车分别载有八一勋章，独立自由勋章和解放勋章，寓意在中国共产党所领导下于抗日战争，解放战争等战争与革命中所取得的胜利。 | 北京信息科技大学                                                                     | 《没有共产党就没有新中国》      |
| “建国伟业”方阵       | 毛泽东巨幅画像和“坚持毛泽东思想”标语，寓意以毛泽东同志为主要代表的中国共产党人，创立了毛泽东思想，率领全国各族人民取得新民主主义革命的胜利，建立中华人民共和国，使中华民族的发展进步从此开启了新纪元。 | 北京工业大学                                                                         | 《东方红》                      |
| “当家做主”方阵       | 游行群众跳起“红绸舞”。彩车上的巨型雕塑，再现了“人民代表意气风发步出人民大会堂”的经典场景 | 北京联合大学 朝阳区群众                                                              | 《社会主义好》                  |
| “艰苦奋斗”方阵       | 彩车布置有钢花飞溅、铁水奔流、石油流淌、麦浪滚滚造型，寓意社会主义建设热火朝天。 | 中国石油大学（北京） 北京市国资委产业工人 北京市农工委农民                           | 《社会主义好》                  |
| 情境式行进“青春万岁” | 少男少女拨响车铃穿梭在长安街上。 | 北京体育大学                                                                         | 《青年友谊圆舞曲》              |
| 改革开放             | |                                                                                      |                                 |
| “关键抉择”方阵       | 邓小平巨幅画像和“”标语 | 北京航空航天大学                                                                     | 《春天的故事》                  |
| “希望田野”方阵       | 来自安徽凤阳小岗村、浙江安吉余村等地的农村改革领头人，和农民群众代表。 | 北京科技大学 农民代表                                                                | 《在希望的田野上》              |
| “春潮滚滚”方阵       | 彩车上布置有深圳、厦门等经济特区的高楼大厦造型。 | 中央财经大学 北京市国资委所属企业                                                    | 《在希望的田野上》              |
| “与时俱进”方阵       | 江泽民巨幅画像和“”标语 | 北京理工大学                                                                         | 《走进新时代》                  |
| “一国两制”方阵       | 港澳台群众代表和各界群众；彩车布置有《中华人民共和国香港特别行政区基本法》、《中华人民共和国澳门特别行政区基本法》以及金紫荆与金莲花造型。 | 北京邮电大学 港澳台群众代表                                                          | 《我属于中国》                  |
| “跨越世纪”方阵       | 圆形日晷上流转着金色的光芒日历。世纪之初出生的“世纪宝宝”。 | 首都师范大学 海淀区群众                                                              | 《我属于中国》                  |
| “科学发展”方阵       | 胡锦涛巨幅画像和“”标语 | 北京交通大学                                                                         | 《江山》                        |
| “众志成城”方阵       | 参与抗击非典的医护工作人员，有参与汶川重建的解放军和武警部队官兵、救援队员、消防指战员、医疗队员、志愿者和各界群众；彩车上有汶川县的映秀小学，红白镇的红顶民居，阿坝州的古堡新寨，“敬礼娃娃”，寓意在废墟上建立新家园。 | 中国人民大学 救援队员、消防指战员、医疗人员                                          | 《江山》                        |
| “圆梦奥运”方阵       | 北京夏季奥运会吉祥物福娃，北京夏季残奥会吉祥物福牛乐乐。 | 中国地质大学（北京） 北京外国语大学 北京语言大学 海淀区群众                          | 《北京欢迎你》                  |
| 情境式行进“东方雄狮” | 中国功夫和舞狮表演 | 河南少林塔沟武校                                                                     |                                 |
| 伟大复兴             | |                                                                                      |                                 |
| “伟大复兴”方阵       | 习近平巨幅画像和“”标语 | 清华大学                                                                             | 《新的天地》                    |
| “创新驱动”方阵       | 科技创新领域的代表；高铁、天宫、蛟龙，搭载着“天眼”“北斗”“C919飞机”“长征三号”“天河二号”；三辆彩车在行进中首尾相连，组成一列“复兴号”。 | 华北电力大学                                                                         | 《时代号子》                    |
| “区域协调”方阵       | 彩车布置四条龙舟和旋转“魔方”造型。彩车文字造型京津冀、长江经济带、粤港澳、长三角，寓意“四大战略”齐头并进；西部开发、东北振兴、中部崛起、东部率先，寓意“四大板块”协调发展。 | 北京城市学院 顺义区群众                                                              | 《时代号子》                    |
| “乡村振兴”方阵       | 农村致富带头人、劳动模范和农民群众。 | 中国农业大学 农村致富带头人、农民                                                    | 《美丽乡村》                    |
| “民主法治”方阵       | 彩车上布置人民大会堂五星穹顶和《中华人民共和国宪法》造型。 | 中国政法大学                                                                         | 《宣誓号角》                    |
| “民族团结”方阵       | 各族群众手拉手载歌载舞而来。彩车上“石榴瓶”寓意各民族像石榴籽一样紧紧抱在一起，血脉相连，风雨同舟。 | 中央民族大学                                                                         | 《同心共筑中国梦》              |
| “凝心铸魂”方阵       | “人民有信仰，国家有力量，民族有希望”标语。 | 北京大学                                                                             | 《同心共筑中国梦》              |
| “中华文化”方阵       | 彩车上乐手、舞者、戏曲体现精神文化的表演。 | 中央美术学院 北京电影学院 中国戏曲学院 中央戏剧学院 北京服装学院                     | 《领航新征程》                  |
| “立德树人”方阵       | 师生代表们挥舞校旗；彩车上“打开的书本”生长出硕果累累的“知识树”，数据链组成的树干上耸立着“教育云” | 北京师范大学及其附属实验中学 对外经济贸易大学 北京外国语大学                         | 《我们都是追梦人》              |
| “体育强国”方阵       | 彩车以“冰丝带”速滑馆造型为底座，以“首钢滑雪大跳台”造型为车体。北京冬奥会和冬残奥会的吉祥物“冰墩墩”和“雪容融”。 | 首都体育学院 东城区群众                                                              | 《我们都是追梦人》              |
| “脱贫攻坚”方阵       | 独龙江乡、十八洞村等贫困地区驻村的“第一书记” | 北京印刷学院 北京石油化工学院                                                        | 《走在小康路上》                |
| “美好生活”方阵       | 环卫工人、快递人员、医生护士、最美家庭、老年模特队、残障人士；彩车上“幼有所育、学有所教、劳有所得、病有所医、老有所养、住有所居、弱有所扶”的生活场景。 | 北京农学院 中国矿业大学（北京）                                                      | 《走在小康路上》                |
| “绿水青山”方阵       | 生态环保战线的工作者。 | 北京林业大学 门头沟区群众                                                            | 《看山看水看中国》              |
| “中华儿女”方阵       | 由“鲲鹏展翅”彩车引领34辆各省、直辖市、自治区、特别行政区彩车通过。 | 北方工业大学 石景山区群众                                                            | 《我爱你，中国》 《红旗飘飘》   |
| “人类命运共同体”方阵 | 中外青年携手前行，彩车上，“一带一路”通古今，“友谊之桥”跨海陆，和平风帆共五洲。 | 北京物资学院 对外经济贸易大学 通州区群众                                             | 《千年之约》                    |
| “从严治党”方阵       | 全国先进基层党组织代表和全国优秀党务工作者代表，中央八项规定精神、“民有所呼，我有所应”、“学习强国”等新时代的党建成果。 | 北京中医药大学 北京工商大学 房山区群众                                               | 《不忘初心》                    |
| “不忘初心”方阵       | 焦裕禄、孔繁森、杨善洲等各个时期优秀共产党员的彩塑屹立山肩，全国优秀共产党员环立山腰。寓意共产党人“全心全意为人民服务”承诺如山 | 首都医科大学 首都经济贸易大学 丰台区群众                                             | 《不忘初心》                    |
| “扬帆远航”方阵       | “中国号”巨轮两侧云帆徐徐升起。寓意乘着新时代的浩荡东风，承载着14亿中国人民的梦想，劈波斩浪，扬帆远航。 | 北京建筑大学 西城区群众                                                              | 《乘风破浪再出发》              |
| 情境式行进“童心追梦” | 2019名少先队员组成的行进乐团奏响中国少年先锋队队歌。 | 海淀区35所中小学2019名学生                                                           | 《我们是共产主义接班人》        |
| “祖国万岁”方阵       | 5000名首都各界群众簇拥祖国万岁大花篮。繁花锦簇，万紫千红，盘旋上升的红绸带寓意人民共和国发展蒸蒸日上。 | 中国传媒大学 北京第二外国语学院 北京舞蹈学院 朝阳区群众与中小学生 中国国家女子排球队 | 《我和我的祖国》 《歌唱祖国》   |

群众游行的最后，7万羽和平鸽被放飞，7万只气球升空，游行群众朝着天安门城楼方向欢呼，习近平等向各界群众挥手致意，庆祝大会在《歌唱祖国》的乐曲和歌声中结束。

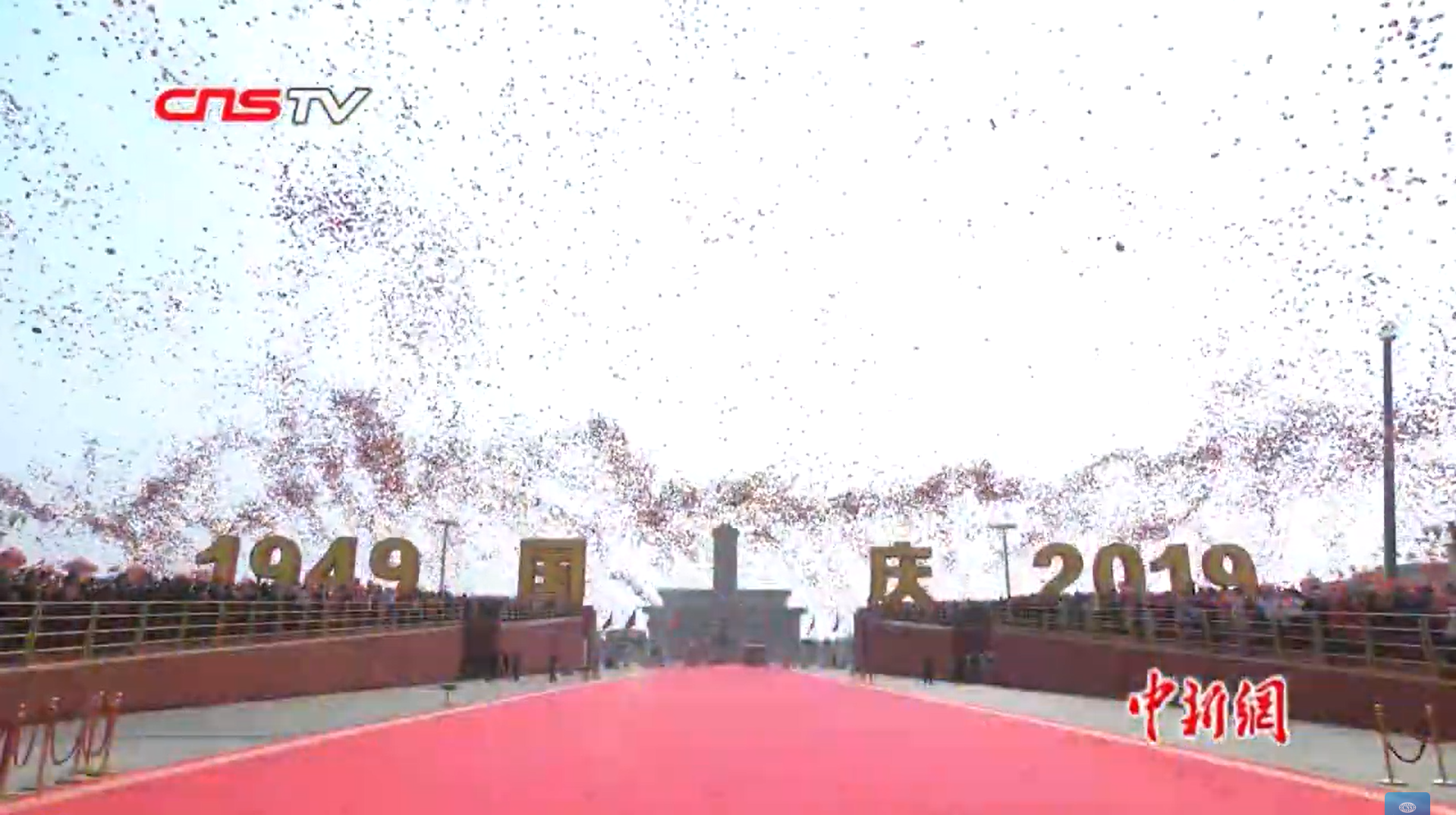
群众游行结束后升空的7万枚气球
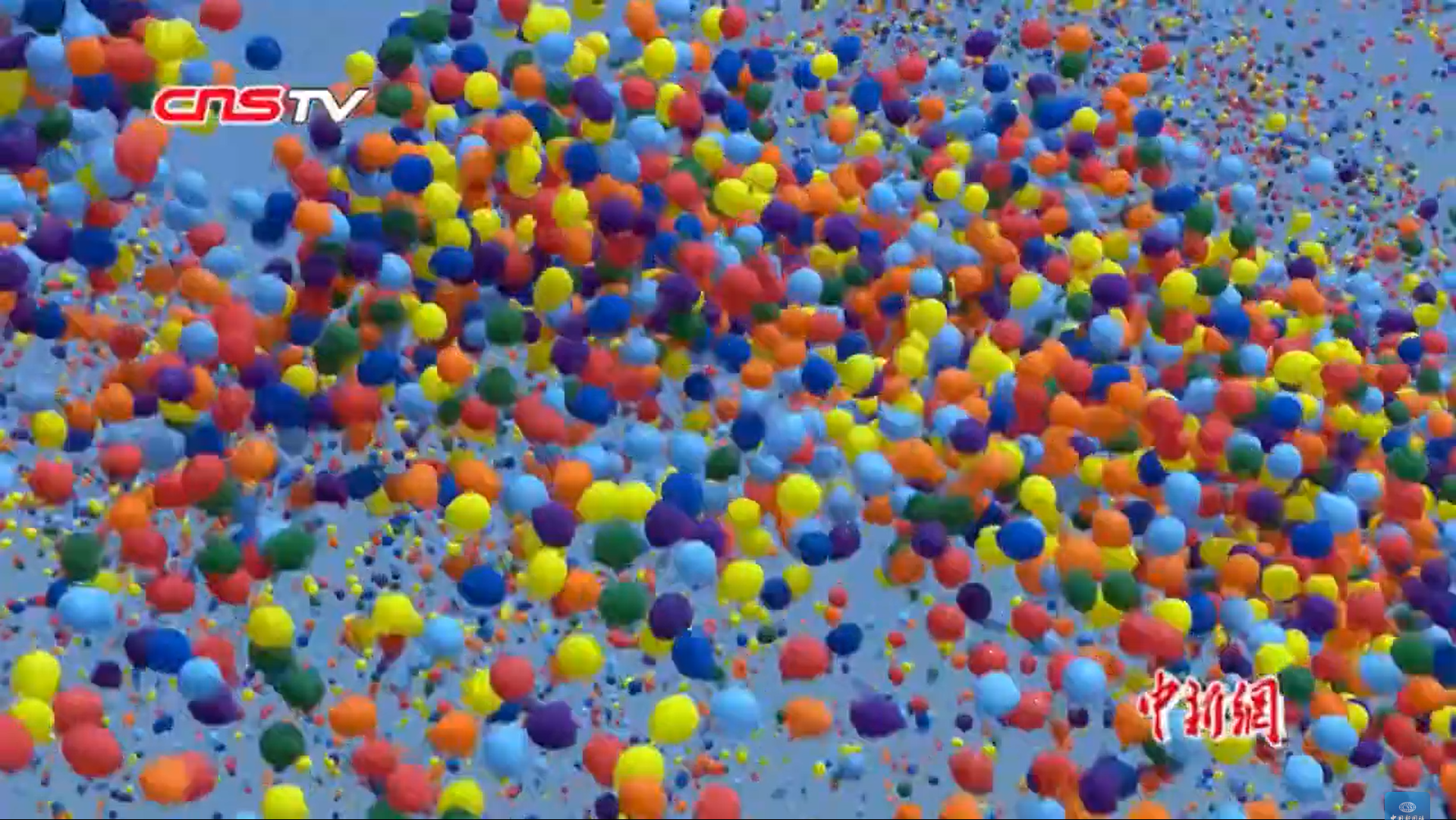
被放飞的气球
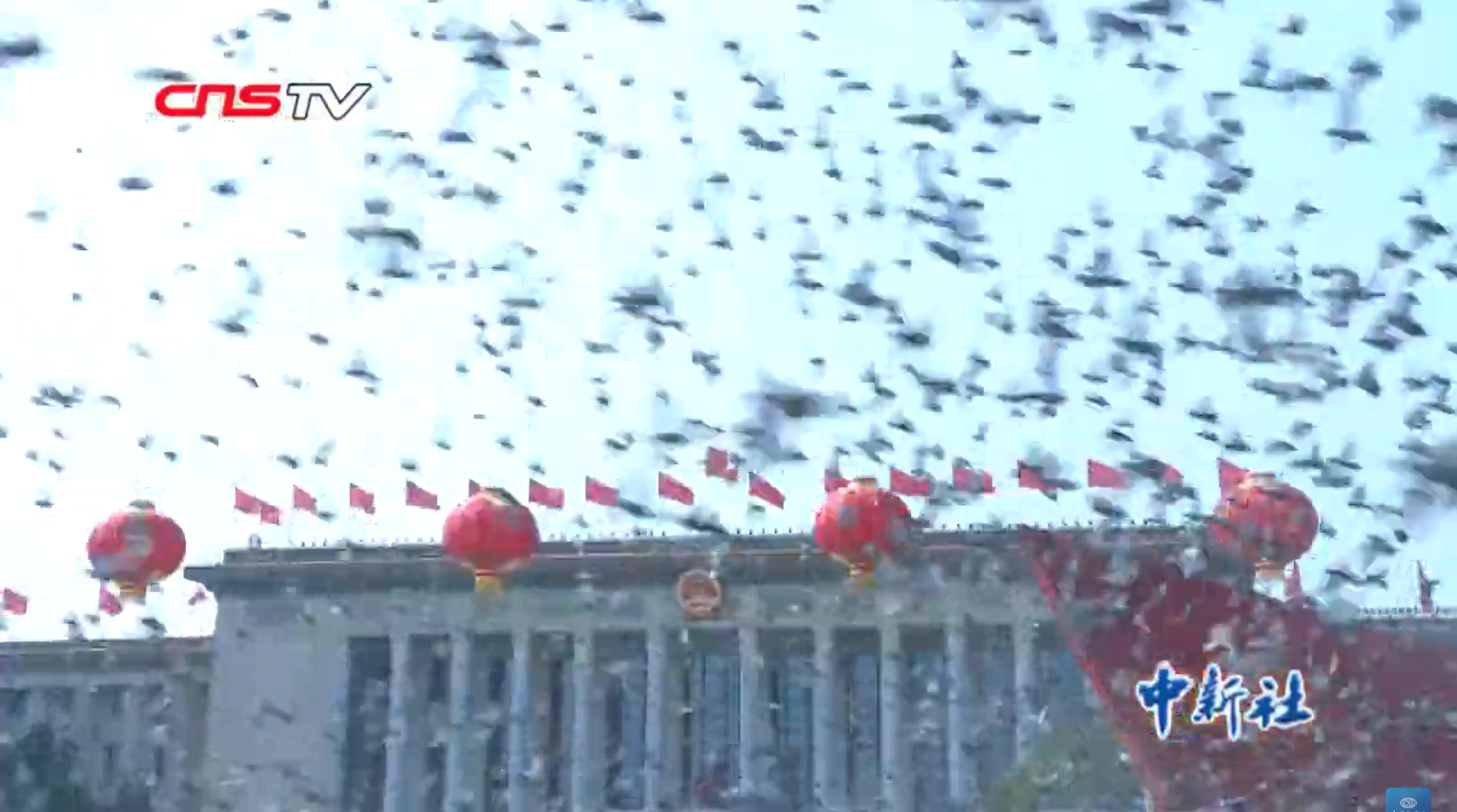
大会后于广场上被放飞的白鸽

## 參與人士

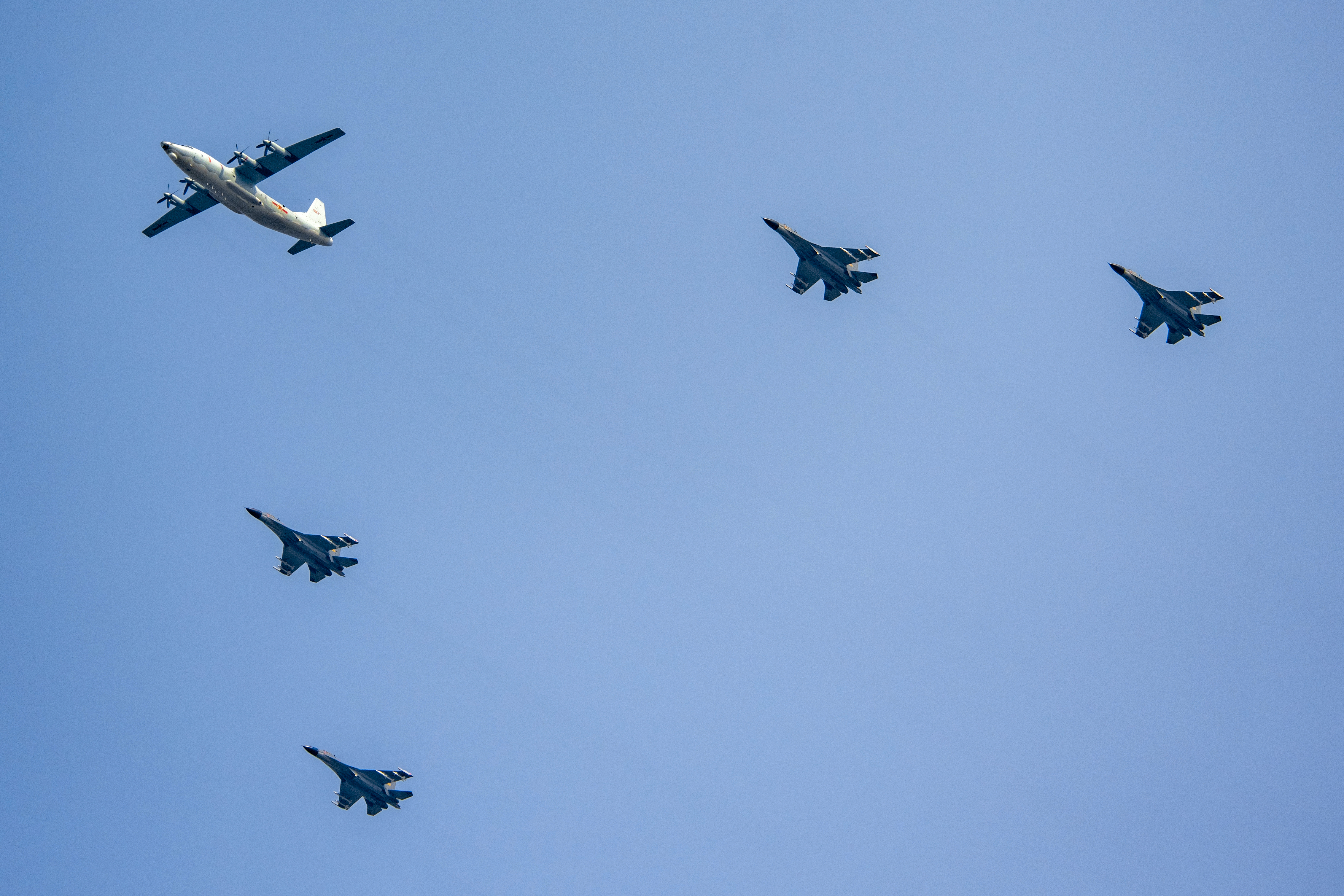
由1架运-8指挥通信机与4架歼-16组成的预警指挥机梯队第三楔队通过广场。

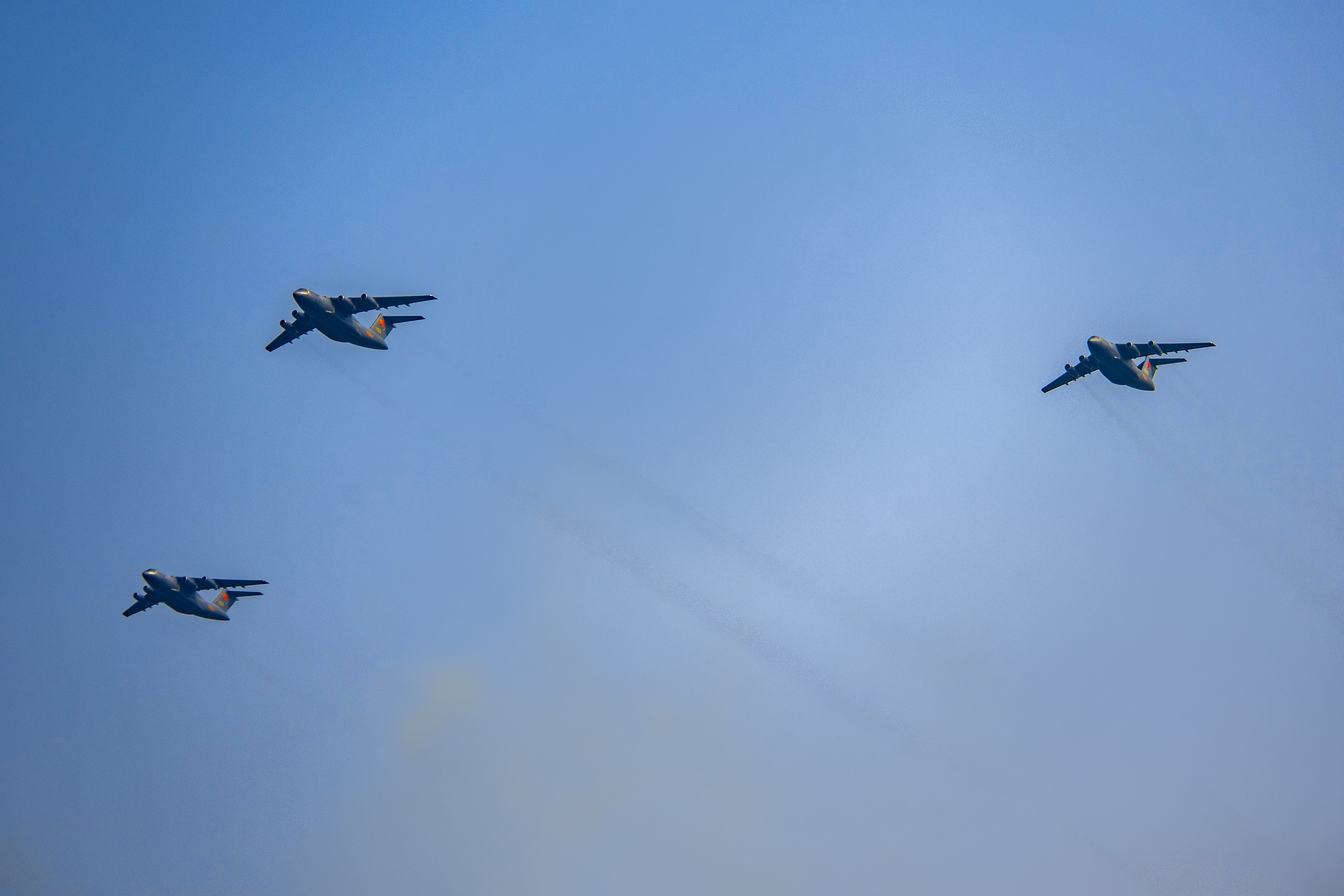
运输机梯队3架运-20航经北京上空。

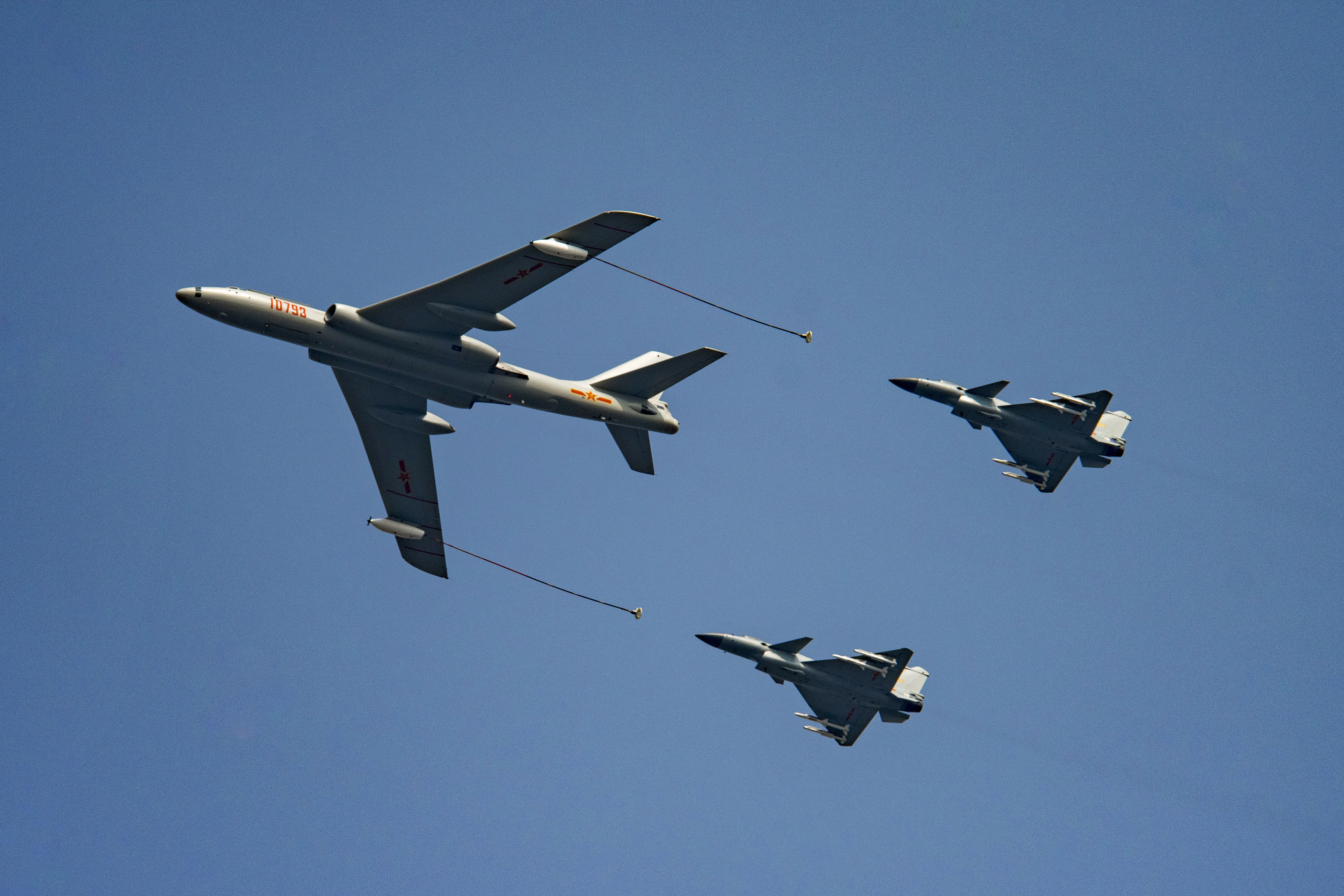
加受油机梯队自空中通过天安门广场。

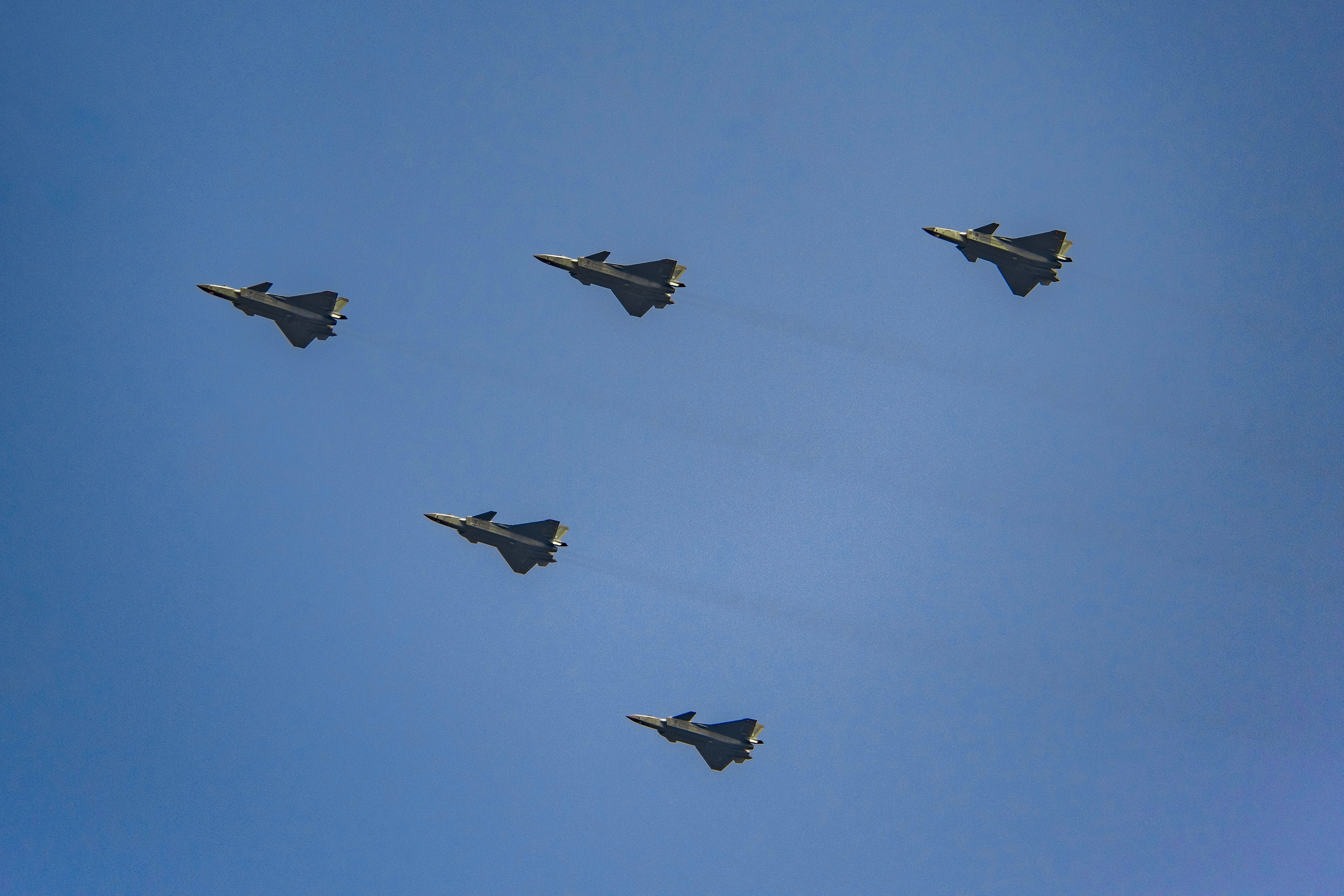
歼击机梯队5架歼-20呈楔形队列通过广场。

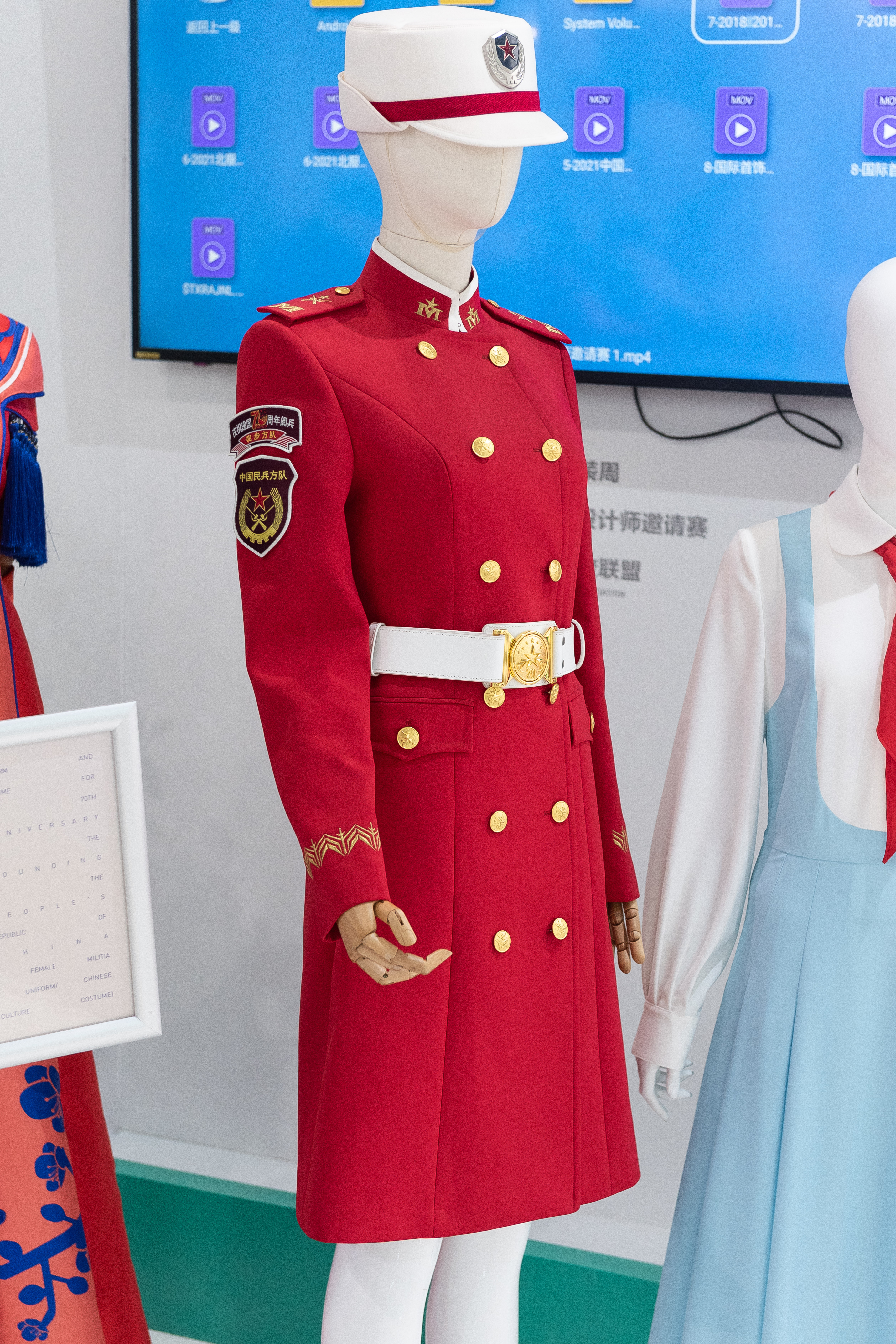
北京服装学院为女民兵方队设计的制服

### 当时在任或已卸任的党和国家领导人
- 中共中央总书记、国家主席、中央军委主席：习近平
- 中共第十三、十四、十五屆中央总书记、中央军委主席，第八、九届国家主席：江泽民
- 中共第十六、十七屆中央总书记、中央军委主席，第十、十一届国家主席：胡锦涛
- 中共中央政治局常委、国务院总理：李克强（主持人）
- 中共中央政治局常委、第十三届全国人大常委会委员长：栗战书
- 中共中央政治局常委、十三届全国政协主席：汪洋
- 中共中央政治局常委、中央书记处书记：王沪宁
- 中共中央政治局常委、中央纪委书记：赵乐际
- 中共中央政治局常委、国务院副总理：韩正
- 国家副主席：王岐山
- 曾任中央政治局常委职务的老同志：李瑞环、吴邦国、温家宝、贾庆林、张德江、俞正声、宋平、李岚清、曾庆红、吴官正、李长春、贺国强、刘云山、张高丽
- 中共第十九届中央政治局委员、中央书记处书记：丁薛祥、王晨、刘鹤、许其亮、孙春兰、李希、李强、李鸿忠、杨洁篪、杨晓渡、张又侠、陈希、陈全国、陈敏尔、胡春华、郭声琨、黄坤明、蔡奇、尤权
- 在京全国人大常委会副委员长、国务委员、最高人民法院院长、最高人民检察院检察长、全国政协副主席：曹建明、张春贤、沈跃跃、吉炳轩、艾力更·依明巴海、万鄂湘、陈竺、王东明、白玛赤林、丁仲礼、郝明金、蔡达峰、武维华、魏凤和、王勇、王毅、肖捷、赵克志、周强、张军、张庆黎、刘奇葆、帕巴拉·格列朗杰、万钢、何厚铧、卢展工、王正伟、马飚、陈晓光、梁振英、夏宝龙、杨传堂、李斌、巴特尔、汪永清、何立峰、苏辉、郑建邦、辜胜阻、刘新成、何维、邵鸿、高云龙
- 曾担任中央政治局委员、中央书记处书记、全国人大常委会副委员长、国务委员、最高人民法院院长、最高人民检察院检察长、全国政协副主席等副国级领导职务的老同志：迟浩田、姜春云、王乐泉、王兆国、回良玉、刘淇、曹刚川、曾培炎、王刚、刘延东、李源潮、马凯、李建国、范长龙、孟建柱、郭金龙、王汉斌、何勇、杜青林、赵洪祝、彭珮云、李铁映、何鲁丽、许嘉璐、蒋正华、顾秀莲、热地、乌云其木格、华建敏、陈至立、周铁农、司马义·铁力瓦尔地、蒋树声、桑国卫、王胜俊、陈昌智、严隽琪、张平、向巴平措、张宝文、梁光烈、常万全、韩杼滨、贾春旺、宋健、胡启立、王忠禹、李贵鲜、徐匡迪、张怀西、李蒙、廖晖、白立忱、陈奎元、阿不来提·阿不都热西提、李兆焯、黄孟复、张梅颖、张榕明、钱运录、孙家正、李金华、郑万通、邓朴方、陈宗兴、王志珍、韩启德、罗富和、李海峰、陈元、王家瑞、齐续春、马培华、刘晓峰、王钦敏

### 其他人士
- 现任和前任中央军委委员：李作成、苗华、张升民，傅全有、于永波、王克、陈炳德、李继耐、乔清晨、靖志远、赵克石、吴胜利、马晓天
- 香港特别行政区行政长官林郑月娥，澳门特别行政区行政长官崔世安、候任行政长官賀一誠
- 在京中共中央各部门、国务院各部委、中央军委机关各部门负责人
- 在京各省、自治区、直辖市党委和人民政府负责人
- 在京中共中央委员、中央候补委员、中共十九大代表、中央纪委委员、国家监委委员、全国人大代表、全国政协委员

- 在京各民主党派、各人民团体、中华全国工商业联合会负责人，民主党派中央委员和无党派人士代表
- 在京老战士、老同志和烈士亲属代表
- 共和国勋章和国家荣誉称号、八一勋章获得者
- 全国先进模范人物代表
- 十一世班禅额尔德尼和全国性宗教团体主要负责人
- 在京中国科学院院士和中国工程院院士
- 香港警察代表团10人
- 来自97个国家的188名驻华武官[35]。
- 参加在人民大会堂举行的庆祝中华人民共和国成立70周年文艺晚会《奋斗吧，中华儿女》的艺人代表：孙楠、张国立、韩磊、张靓颖、刘劲、黄子韬、谭维维、韩雪、佟丽娅等[36]。
- 演艺界代表：王祖蓝、吴京、吴刚、郎朗等
- 体育界代表：杨凌、杜丽、邹凯、冼东妹、吴敏霞、吴静钰、仲满、邹市明（「圆梦奥运」方阵）、叶乔波、王濛、杨扬、武大靖、韩晓鹏、李诗沣、林珊、张梦瑶、孙颖莎（「体育强国」方阵）、郎平、中国国家女子排球队（「祖国万岁」方阵）、刘国梁、何可欣、马琳、张娟娟（现场观礼）等[37]

## 布景奏乐
天安门城楼红墙正中悬挂毛泽东的巨幅彩色画像。城楼檐下悬有8盏大红灯笼，东西平台上8面红旗迎风招展，烘托出喜庆的节日气氛。天安门广场上，大型“红飘带”主题景观布置在广场靠近长安街一侧，寓意红色基因连接历史、现实、未来。人民英雄纪念碑前，竖立着孙中山的画像，广场中央竖立着巨大的“国庆”“1949”“2019”立体字样。天安门广场东西侧上空各35个红色的大型充气灯笼。

### 演奏曲目
中国人民解放军联合军乐团，以中国人民解放军军乐团为主，由全军10多个单位抽调组成，共1321人，团长兼总指挥为张海峰大校。当天共演奏56首乐曲，阅兵式和群众游行各28首。
阅兵式中包括16首经典阅兵曲，和12首为此次阅兵专门创作的新作品，其中7首为进行曲，5首为号角音乐。群众游行的28首曲目，其中21首由联合军乐团、成人合唱团、童声合唱团、和民族打击乐团共同演唱演奏。成人合唱团由中央音乐学院、中国音乐学院和首都各大院校艺术系的2100名学生组成；童声合唱团由北京金帆、银帆两个童声合唱团的300人组成；民族打击乐团由中央音乐学院、中国音乐学院130名学生组成。
当日的军乐团指挥共有3人，分别是张海峰（陆军，总指挥）、袁威（海军）、王登梅（空军），并且首次身穿陆、海、空三军军装。

| 阅兵式演奏曲目 - 《欢迎进行曲》 - 《中华人民共和国国歌》 - 《致敬号角》（新创作，严晓藕作曲） - 《阅兵式号角》（新创作，郭思达作曲） - 《敬礼号角》（新创作，娜拉作曲） - 《人民军队忠于党》 - 《中国人民解放军进行曲》 - 《检阅进行曲》 - 《三大纪律八项注意》 - 《新型陆军向前进》 - 《人民海军向前进》 - 《中国空军进行曲》 - 《火箭军进行曲》 - 《我们是刀尖，我们是铁拳》 - 《联勤保障部队进行曲》 - 《忠诚卫士之歌》 - 《强军战歌》 - 《请你检阅》（新创作，赵麟作曲） - 《分列式号角》（新创作，郭思达作曲） - 《分列式进行曲》 - 《钢铁洪流进行曲》（新创作，李旭昊作曲） - 《蓝色征程进行曲》（新创作，李婵作曲） - 《雄鹰出击进行曲》（新创作，郭思达作曲） - 《决胜千里进行曲》（新创作，娜拉作曲） - 《东风浩荡进行曲》（新创作，郭思达作曲） - 《冲上云霄》（新创作，娜拉作曲） - 《辉煌时刻》（新创作，严晓藕作曲） - 《胜利在召唤》 | 群众游行演奏曲目 - 《歌唱祖国》 - 《红旗颂》 - 《没有共产党就没有新中国》 - 《东方红》 - 《社会主义好》 - 《青年友谊圆舞曲》 - 《春天的故事》 - 《在希望的田野上》 - 《走进新时代》 - 《我属于中国》 - 《江山》 - 《北京欢迎你》 - 《新的天地》 - 《时代号子》 - 《美丽乡村》 - 《宣誓号角》 - 《同心共筑中国梦》 - 《领航新征程》 - 《我们都是追梦人》 - 《走在小康路上》 - 《看山看水看中国》 - 《我爱你，中国》+《红旗飘飘》 - 《千年之约》 - 《不忘初心》 - 《乘风破浪再出发》 - 《我们是共产主义接班人》 - 《我和我的祖国》 - 《歌唱祖国》 |

## 转播与保障

### 媒体转播
湖南广播电视台旗下的湖南卫视、中央广播电视总台旗下的央视综合频道、新闻频道、农业农村频道于北京时间10月1日6时开始併机直播《朝闻天下》，然后于8时接续直播《向伟大复兴前行——庆祝中华人民共和国成立70周年大会特别报道》，包括在同时至22时直播的大会各个阶段；湖南卫视、央视财经频道、综艺频道、国防军事频道、科教频道、社会与法频道也直播本次特别报道；本次特别报道在央视复兴路办公区N07演播室制作播出；中央广播电视总台4K超高清频道则从同时开始在央视光华路办公区E16演播室单独包装播出；央视其他频道在同时间段安排了其他节目。广播方面，央广中国之声、经济之声、音乐之声、经典音乐广播、文艺之声、中国交通广播、中国乡村之声直播本次大会。中央广播电视总台各个外宣频道，如央视中文国际频道、中国环球电视网各外语频道、央广香港之声、大湾区之声、中华之声、神州之声以及中国国际广播电台环球资讯广播、英语环球广播等频率也转播了大会。中国中央电视台亦通过Facebook、Twitter、YouTube等网站向海外直播。面向日本播出的CCTV大富当日则转播CCTV-4，并自行加配日语解说音轨。此外，中央广播电视总台在全国10余个省份的70家影院直播新中国成立70周年庆祝大会，使之成为全国首部直播院线电影《此时此刻——共庆新中国70华诞》；该影片进行技术处理和修正后，也会登陆全国院线。全国各级广播电视主频道频率，央视网、央视新闻移动网、各大新闻网站以及各大新媒体平台亦同步转播，使用中央广电总台提供的公共信號。其中短视频平台快手将会提供7路信号供用户观看直播，其中一路与央視公共信號一致，另外六路则在快手平台独家实时转播。阅兵、群众游行和联欢晚会的电视直播版本由中国国际电视总公司以全区码DVD的形式发行，仅提供中文电视版本音轨。
在香港，翡翠台、無綫新聞台、明珠台、香港電台第一台、港台電視31、31A、港台电视33、33A（CCTV-1 港澳版）、香港開電視、有線新聞台、有線財經資訊台、有線直播新聞台、有線第1台、ViuTV、now新聞台、now直播台、鳳凰衛視中文台、鳳凰衛視資訊台、鳳凰衛視香港台也轉播閱兵式，港台電視32则转播群众游行部分，各電視台均使用央視公共信號；除明珠台采用CGTN解说音轨外，各频道均为自行解说。香港國際財經台當日則轉播央視綜合頻道。
在澳门，澳视澳门台、澳视葡文台、澳门资讯台、澳亚卫视也会转播阅兵，使用的是央视公共信号。
在台灣，受限于国家通讯传播委员会和文化部对于电视台播放大陆地区电视节目需先审查后播出的限制以及当天发生南方澳大桥断裂事故，各大新闻台均选择大篇幅报道有关事故的新闻。故只有台視新聞台和东森新闻台在网络平台YouTube全程轉播閱兵，壹新聞、年代新聞台則在YouTube轉播閱兵和群眾遊行部分。
在国外，新加坡新传媒8频道、泰国第3电视台现场直播。
中央广播电视总台新闻中心的多位主播担任解说、特别报道主持等岗位，其中电视流由《新闻联播》主播海霞、康辉担任解说，特别报道主持则由《新闻联播》主播欧阳夏丹和新闻中心老牌主播白岩松担任；普通话广播流由《新闻纵横》和《全国新闻联播》主播唐子文、《新闻和报纸摘要》和《新闻纵横》主播林溪、军事观察员吕锡成担任解说，大湾区之声则由该频率主播陈星、黄晓东、廖海同、邝倪升担任粤语解说。另会场解说部分由央广《新闻纵横》主播陈智鹏和央视《新闻30分》主播贺红梅担任。
中央广播电视总台于长安街两侧首次架设VR机位，为央视新闻互联网流媒体及新华社等主流媒体提供VR直播服务；同时本次阅兵中央广播电视总台共架设70路转播机位，并采用4K超高清画质进行直播。
央视披露，阅兵前夕现场最重要的A1机位曾发生故障，将导致分列式和游行队伍的关键人物得不到好的拍摄角度。一直到10月1日8点30分，A1机位才被修好。在34个省市自治区彩车通过之时，天安门城楼东南角负责提供队伍是否进入拍摄位置信息的A11机位倒了，导播团队被迫盲切。直到十几个彩车通过后A11机位才恢复正常。

### 收視情況
本次阅兵中国广视索福瑞媒介研究全国网总收视率超过20%，份额超过80%，累计到达率超过30%，即推及全国超过4亿观众，通过不同频道收看了这次国庆大阅兵，也超过2019年央視春晚成为今年以来单频道收视率、份额最高的项目。酷云直播关注度央视综合频道达到了32.04%，市占率达到了76.03%。

### 安全措施

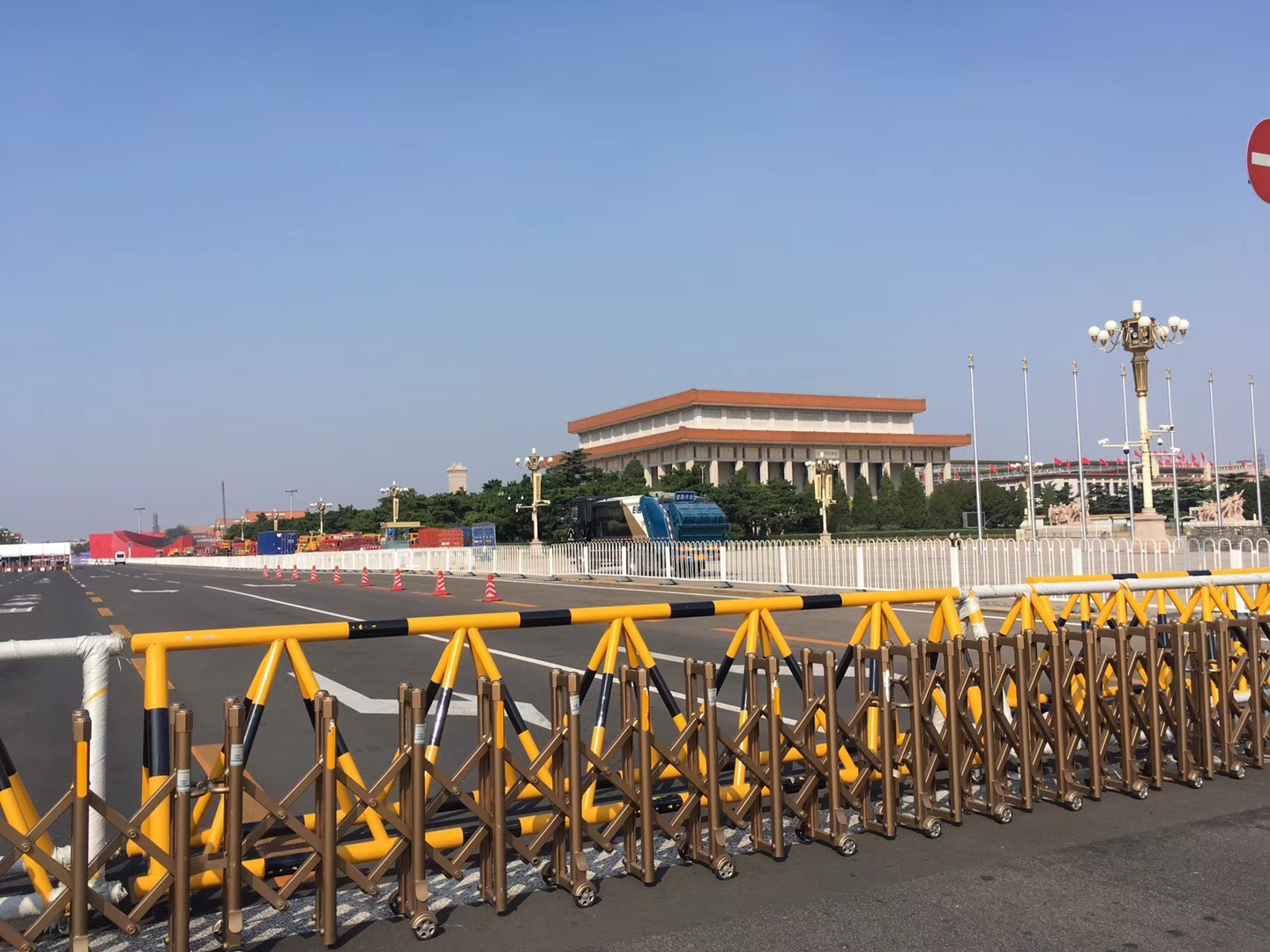
9月22日为国庆阅兵彩排设置的路障

为确保本次大会顺利召开，北京市从2019年9月起实施交通管制，部分公交线路调整运营安排，地铁天安门东站、天安门西站、前门站等站点封闭，列车不停站通过。
北京市人民政府發布通告，决定自9月15日0時起至10月1日24時止，將东城区、西城区、朝阳区、海淀区、丰台区、石景山区、通州区7個行政區設為「淨空限制區」。根据通告，除慶祝活動期間組織的閲兵飛行活動以及和平鴿、氣球等專項放飛活動外，禁止放飛、升放任何影響飛行安全的鳥類動物和其他物體。
國家郵政局、公安部、國家安全部于2019年8月聯合發布《關於加強國慶70周年慶祝活動期間寄遞物品安全管理的通告》，要求9月15日至10月2日期間，各地寄遞企業對寄往北京的郵件快件必須經過X光機安檢，並逐一加蓋或粘貼收寄驗視、過機安檢標識，安檢標識應當載明安檢單位和安檢省份。该通告同时要求嚴禁收寄寄往北京市的低空慢速小型航空器及零件、「遙控地雷」和「炸彈鬧鐘」玩具等物品，並嚴格執行實名收寄制度，人證同一、寄遞物品與登記信息同一後方可收寄。而北京寄遞企業對落地郵件快件和同城郵件快件實行二次安檢，對無過機安檢標識的郵件快件一律予以退返。
北京市人民政府于2019年9月20日发布通告，指根据《中华人民共和国无线电管制规定》并商中部战区同意，决定于2019年9月30日20时至10月1日24时对全市进行无线电管制。根据通告，在管制期内，全市范围内将停止使用业余无线电台、校园调频广播电台、无线寻呼台、各类航空航海和车辆模型无线遥控设备，以及采用寻呼方式设置的发射台；同时在包含二环内和朝阳区国贸、三里屯、使馆区区域（北起机场高速、南至京哈高速、东至东四环）在内的管制区内，禁止使用无线对讲机、内部无线寻呼台、室外Wi-Fi基站、无线扩频室外台站、无线话筒、大功率无绳电话，以及大型大功率辐射无线电波的非无线电设备。
除此之外，全国各地机场、火车站始发的所有进京列车、航班提高安检力度。
另外从9月5日起，北京所有娱乐场所暂停营业至10月1日，包括工人体育场酒吧夜店，全市大部分KTV及夜总会。

## 后续
随着阅兵的结束，在2019年10月4日，参加阅兵的地面受阅部队自当日起以铁路输送、摩托化机动等方式，从北京郊区阅兵训练场分批撤离，各受阅官兵返回所属部队。截至10月13日，参加阅兵的官兵、军队英模代表全部顺利返回，参阅装备全部回撤。

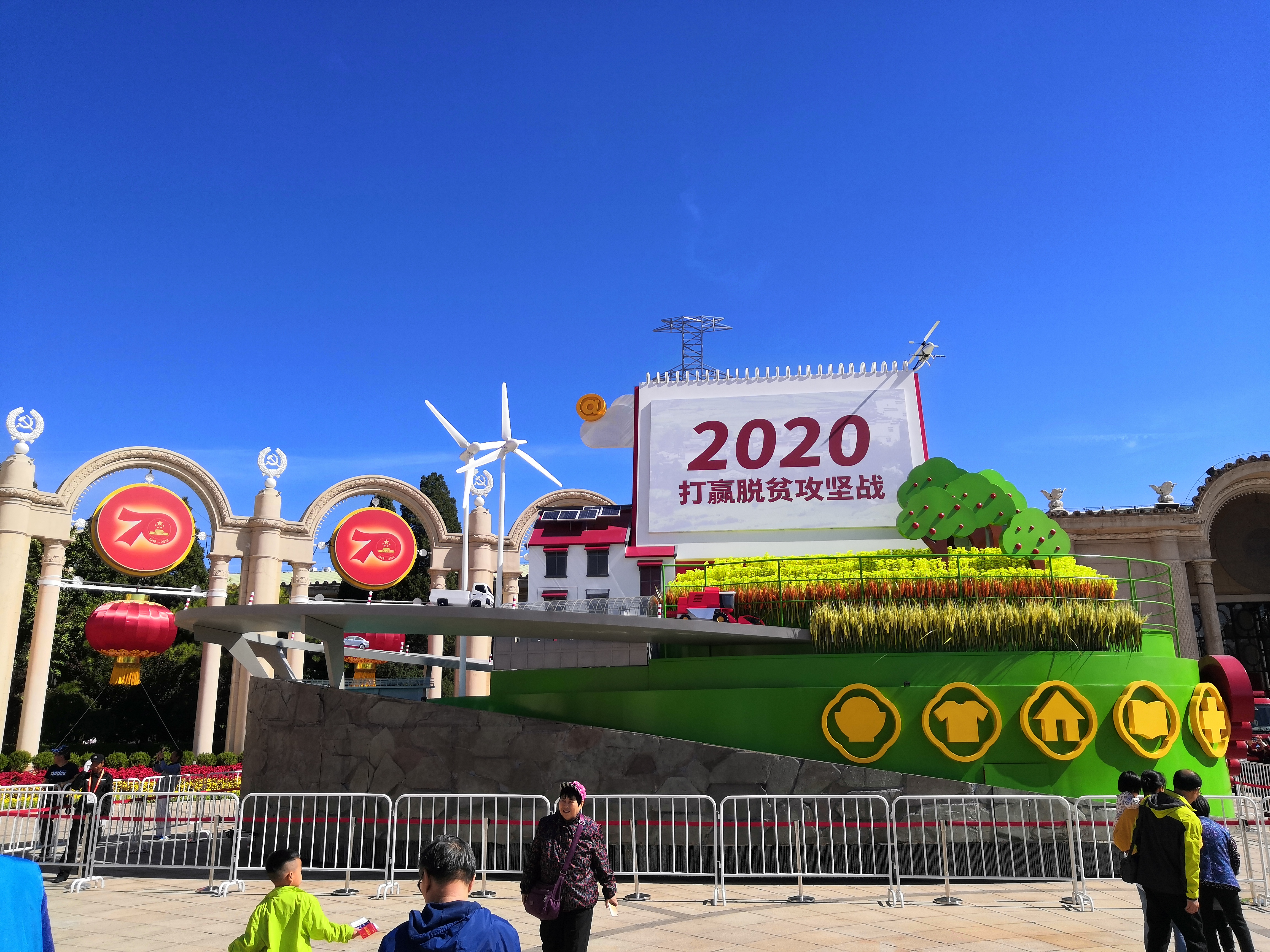
图为彩车展上的“脱贫攻坚”主题彩车

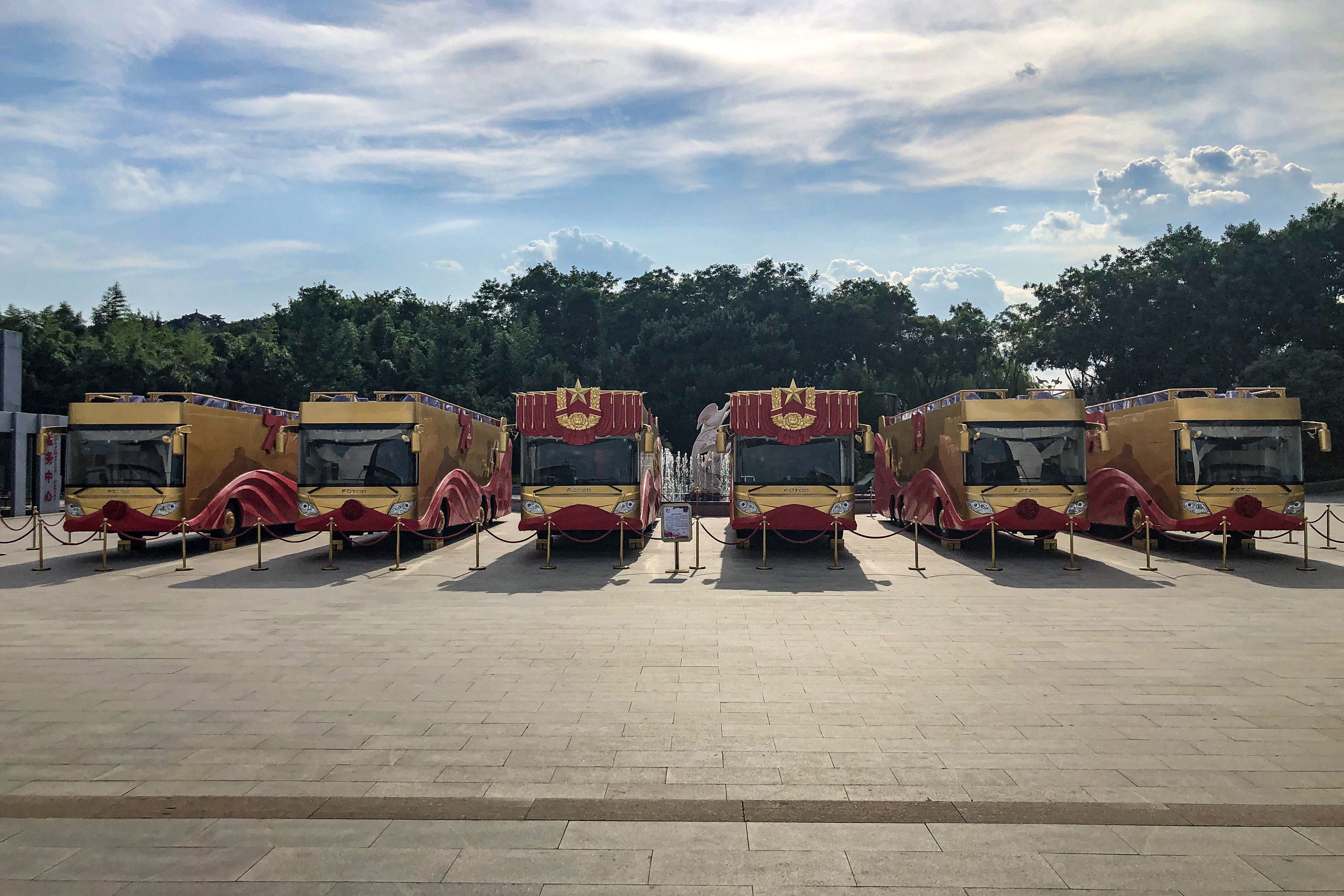
在北京怀柔雁栖湖公园展出的北汽福田BJ6128型礼宾车

而此次庆祝大会亮相的70组彩车，则于10月2日起陆续在北京展览馆、天安门广场和奥林匹克公园等地方与公众见面。其中7辆主题彩车于10月2日至31日在北京展览馆展出，1辆主题彩车于10月2日至7日在天安门广场展出，34辆地方彩车于10月2日下午2时至10月7日在奥林匹克公园展出，其余主题彩车将于10日5日至31日在朝阳体育中心展出，进行有组织地参观。另外在庆祝大会亮相的五位领袖画像将由中国国家博物馆收藏，并适时向公众开放。地方彩车在奥林匹克公园展出结束后，亦会返回彩车所属行政区继续对外展出，为期一个月，台湾彩车被运至厦门集美长期展示。
2019年10月9日，根据本次庆典制作的纪录电影《此时此刻——国庆70周年盛典》4K粤语版在香港上映。
2020年8月1日，八一电影制片厂为全景记录庆祝中华人民共和国成立70周年阅兵盛况摄制的电影纪录片《2019阅兵盛典》在中国军网、解放军报客户端和电影频道、国防军事频道等媒体平台公益播映。